# Geschichte der Steiermark
Die Geschichte der Steiermark deckt sich in vielen Epochen mit der österreichischen Geschichte. Dieser Artikel ist ein Überblick über die regionsspezifischen Eigenheiten der historischen Entwicklung bis zum heutigen Bundesland Steiermark.

Wappen der Steiermark

## Urgeschichte
Die spärlichen ältesten Spuren der Anwesenheit von Menschen im Gebiet der heutigen Steiermark stammen aus dem Mittelpaläolithikum, der Zeit der Neandertaler. Im Wesentlichen handelt es sich um Funde von Stein- und Knochenwerkzeugen im Grazer Bergland in der Repolusthöhle, der Badlhöhle bei Peggau und der Drachenhöhle bei Mixnitz.
Spuren jungsteinzeitlicher Siedlungen wurden unter anderem am Pölshals und am Buchkogel bei Wildon nachgewiesen.
In der Bronze- und Urnenfelderzeit entwickelte sich in Mitteleuropa ein bedeutender Kulturkomplex, der in der Steiermark mit Funden in Wörschach, Königsberg bei Tieschen, Bärnbach, Ringkogel bei Hartberg, Kulm bei Trofaiach und Kulm bei Weiz bezeugt ist.
Die wichtigsten Funde aus der Hallstattzeit sind das Fürstengrab auf dem Burgstallkogel in Kleinklein bei Leibnitz und der Kultwagen von Strettweg.
Die Zuwanderung der Kelten in das Gebiet der heutigen Steiermark, die für die Zeit von 450 bis 250 vor Christus angenommen wird, ist maßgeblich für die Kultur der La-Tène-Zeit. Aus dem 5. und 4. Jahrhundert gibt es nur wenig Einzelfunde der La-Tène-Kultur. Der Schwerpunkt der mittellatènezeitlichen Grabfunde in der Steiermark liegt im 3. Jahrhundert. Der archäologische Befund spricht für eine keltische Bevölkerungsbewegung muraufwärts. Der größte Teil des heute steirischen Gebietes wurde Teil des Königreichs Noricum, dessen Verwaltungszentrum im Klagenfurter Becken lag.

## Römische Zeit und Völkerwanderung

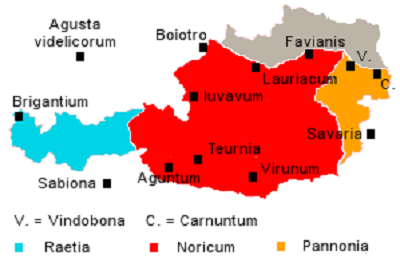
Römische Provinzen auf dem Gebiet Österreichs

Im Jahre 15 v. Chr. wurde das Königreich Noricum Teil des Römischen Reiches. Die Umwandlung in eine römische Provinz mit der Hauptstadt Virunum auf dem Zollfeld erfolgte unter Kaiser Claudius. Unter der Herrschaft der Römer, während der die Kelten, darunter als Hauptstamm die Noriker, weiterhin das Land bewohnten, gehörte der östliche Teil der heutigen Steiermark zu Pannonien, der westliche zu Noricum.

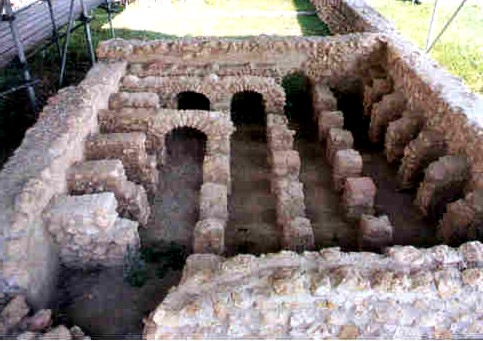
Flavia Solva – römische Fußbodenheizung

Um 70 n. Chr. erhielt die Stadt Flavia Solva, die in der Umgebung der heutigen Stadt Leibnitz liegt, das Stadtrecht verliehen. Der Einflussbereich dieser Stadt reichte bis in die heutige Obersteiermark. Im 1. Jahrhundert n. Chr. erfolgte die allmähliche Romanisierung der norischen Bevölkerung. Um 170 brachen die Markomannen und Quaden in die Provinz Noricum ein und zerstörten die Stadt Flavia Solva zum ersten Mal, die in den Folgejahren aber wieder aufgebaut wurde. Bei der Verwaltungsreform des Römischen Reiches durch Kaiser Diokletian wurde im Jahre 293 die Provinz Noricum geteilt. Der größte Teil der heutigen Steiermark gehörte zu Binnennoricum (Noricum Mediterraneum), das im Norden bis zum Alpenhauptkamm reichte. Das Ennstal und die umgebenden Gebiete gehörten zu Ufernoricum (Noricum ripense). Ende des 4. Jahrhunderts wurde Flavia Solva im Laufe der Germanendurchzüge ein zweites Mal vollkommen zerstört und nicht mehr wieder aufgebaut.
Ausschließlich durch einen bronzenen Ring mit Christogramm lässt sich die Anwesenheit von Christen in Flavia Solva belegen, ein Artefakt, das zugleich lange den einzigen Beleg für Frühchristen in der Steiermark darstellte. Doch kamen in den letzten Jahren archäologische Belege, wie der einer frühchristlichen Kirche auf dem Frauenberg bei Leibnitz hinzu, mit hoher Wahrscheinlichkeit auch der einer solchen Kirche auf dem Kugelstein bei Frohnleiten.
Während der Völkerwanderung durchzogen oder besetzten Westgoten, Hunnen, Ostgoten, Rugier und Langobarden nacheinander das Land. Über das Schicksal der römisch-norischen Bevölkerung ist nichts überliefert. Ob ein Teil der römisch-norischen Bevölkerung das Land in Richtung Süden bzw. Westen verlassen hat und ob ein Teil der Bevölkerung zurückgezogen in Seitentälern vorerst überlebt hat, ist umstritten und ein Thema von Spekulationen. Die kulturellen und wirtschaftlichen Zentren der Römer verfielen jedenfalls.

## Karantanien

### Fürstentum Karantanien
Ab 595 rückten die Vorfahren der Slowenen vermutlich über die Täler der Save, der Drau und der Sann in Binnennoricum ein, besiedelten das Gebiet, zum Teil auch über Binnennoricum hinaus, und gründeten das Fürstentum Karantanien. Um 740 wandte sich Borouth, Herzog von Karantanien, an Herzog Odilo von Bayern um Hilfe gegen die Awaren. Diese wurde auch gewährt, allerdings gegen Anerkennung der bayerischen bzw. fränkischen Oberhoheit.
Aus vielen heute noch bestehenden Toponymen slawischer Herkunft (die allerdings nicht immer sofort als solche erkennbar sind) in den südöstlichen Bereichen von Österreich kann man die Ausdehnung der slawischen Besiedlung unschwer nachvollziehen.
Die Entstehung des polyethnischen Fürstentums der Karantanen stellt die älteste frühmittelalterliche Stammesbildung dar, die sich im Ostalpenraum aus Zuwanderern und Einheimischen vollzog. Die Karantanen waren ein eindeutig slawisch bestimmtes Volk, das allerdings einen nichtslawischen Namen trug.
In den auf die Landnahme folgenden Jahrzehnten konnten die Karantanen den Einfluss der Awaren zurückdrängen. Nach 741 versuchten die wiedererstarkten Awaren die Karantanen neuerlich zu unterwerfen. Diese versicherten sich der Hilfe der Bayern, schlugen die Angreifer gemeinsam zurück, dabei gerieten die Karantanen allerdings unter die bayerische Oberhoheit.
Als ein Teil von Karantanien kamen auch die später zur Steiermark gehörenden Gebiete ab der Mitte des 8. Jahrhunderts zuerst unter bayerische und ab 788 unter karolingisch-fränkische Herrschaft.

### Karantanische Mark

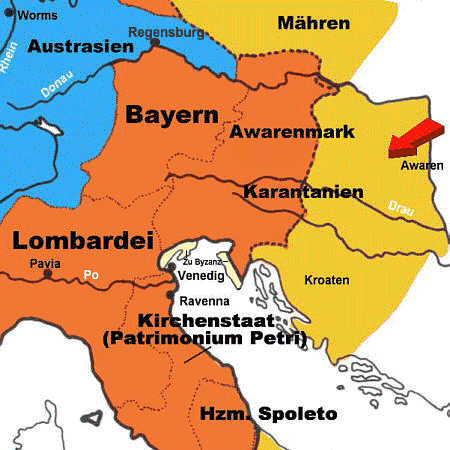
Awarenmark und Karantanien

Zu Beginn des 9. Jahrhunderts wurden die slawischen Fürsten Karantaniens durch fränkische Grenzgrafen bayerischer Abstammung ersetzt und damit das Land in die Markenorganisation des Frankenreiches eingegliedert.
Nach dem Sieg Karls des Großen über die Awaren am Ende des 8. Jahrhunderts wurde das Frankenreich tief in den pannonischen Raum, bis über den Plattensee hinaus, erweitert und eine karantanische und eine pannonische Provinz eingerichtet. Zur letztgenannten gehörte die Oststeiermark.
Durch den Einbruch der im 9. Jahrhundert neu in Mitteleuropa aufgetauchten Magyaren gingen vorerst alle Gebiete des ehemaligen Pannonien, also die Gebiete östlich des steirischen Randgebirges, verloren. Durch den Sieg Ottos des Großen in der Schlacht auf dem Lechfeld im Jahre 955 konnten die Vorstöße der Ungarn eingedämmt werden.
Die Grenzen Bayerns, als Teil des von den Ottonen gegründeten Heiligen Römischen Reiches, wurden nach Osten vorgeschoben und als Grenzgrafschaften wurden Marken errichtet, darunter die Karantanische Mark zwischen der Koralpe und der Mur und an diese im Süden anschließend die Mark an der Drau und die Mark an der Sann.

## Herzogtum Kärnten (976–1180)
Im Jahre 976 wurde Karantanien von Kaiser Otto II. zusammen mit den Marken Friaul, Istrien, Krain und der Karantanischen Mark sowie dem Markengebiet an Drau und Sann vom bayerischen Herzogtum getrennt und zum Herzogtum Kärnten erhoben.
Unter König Heinrich III. wurden die Grenzen der Karantanischen Mark gegen Ungarn im Jahr 1043 dauerhaft bis zur Lafnitz vorgeschoben und die Oststeiermark in die Mark eingegliedert.

### Grundherrschaft
Schon mit Beginn der fränkischen Oberherrschaft in Karantanien wurde die im Frankenreich übliche Grundherrschaft in den Ostalpenländern eingeführt, wo sie die entscheidende Organisationsform für die weitere Besiedlung dieser Gebiete darstellten sollte.

### Deutsche Besiedelung
Der gesamte Grund und Boden war an den Frankenkönig und in der Folge an seine Nachfolger gekommen, die nun reichlich Königsgut an die Kirche und ihre Getreuen vergaben, womit die deutsche Besiedlung der Ostalpenländer eingeleitet wurde. Die Grundherren holten zum Zwecke der besseren Nutzung ihrer ausgedehnten und dünn besiedelten Ländereien deutsche Siedler herbei, die zum größten Teil aus den altbayerischen Gebieten kamen. Zu einer stärkeren Zuwanderung deutscher Siedler in das Gebiet der heutigen Steiermark kam es aber erst nach der Schlacht am Lechfeld, also nach 955.
Vom 10. Jahrhundert an siedelten in Karantanien Deutsche und Slawen nebeneinander, ohne dass eine strenge Sprachgrenze sie trennte. In den Marken an der Drau und der Sann war die slawische Besiedlung dichter als in den nördlicheren Bereichen, wodurch auch, abgesehen von einigen Städten, weniger deutsche Siedler zuwanderten.

### Ausbreitung des Christentums
Das Christentum breitete sich, von Salzburg ausgehend, allmählich in den karantanischen Gebieten aus. Salzburg war zum Metropolitansitz erhoben worden und betrieb die Christianisierung der Karantanen.

### Traungauer Markgrafen
Im Jahr 1056 wurde die Karantanische Mark Otakar von Steyr, als erstem Markgrafen aus dem Geschlecht der Traungauer,
einem Verwandten des lambachschen Geschlechts, verliehen. Die Hauptburg der Traungauer war Steyr. So wurde nach und nach der Name Steiermark statt Karantanermark üblich. Als 1122 die Herzöge von Kärnten, die Eppensteiner, ausstarben, fielen große Gebiete von deren Allodialbesitz, der vor allem in der Obersteiermark lag, an die mit ihnen versippten Traungauer und diese konnten ihre Macht damit festigen. Unter Markgraf Otakar III., der um 1139/40 die Markverwaltung übernahm, begann die Entstehung des Landesfürstentums.
Die hoch- und edelfreien Geschlechter des Landes, die die wichtigsten und fruchtbarsten Landstriche besaßen, stellten das größte Hindernis bei der Durchsetzung der Landesherrschaft durch die Traungauer dar. Otakar III. gelang es durch Zwang das Zentrum der Mark, den Grazer Boden, an sich zu bringen, wo Graz, die endgültige Hauptstadt des Landes, entstand. Außerdem erbte er große Besitzungen in der heute zu Slowenien gehörenden Untersteiermark, die bis zur Save reichten, und die Mark Pitten im heutigen Niederösterreich.

### Kirchliche Verhältnisse
In kirchlicher Hinsicht gehörte das Gebiet der Markgrafschaft Steiermark zum Erzbistum Salzburg, von wo die Impulse für den weiteren Ausbau der Kirchenstruktur ausgingen.
Es kam auch zur Gründung einer Reihe von Klöstern. Das Stift Göß wurde 1020 von der bayerischen Pfalzgrafenfamilie der Aribonen gegründet. 1074 gründete Erzbischof Gebhard von Salzburg das Kloster Admont. Vor 1076 folgte die Gründung des eppensteinischen Hausklosters St. Lambrecht. Weitere Klostergründungen folgten: 1129 das Zisterzienserstift Rein, 1140 das Stift Seckau, 1163 Vorau, 1164 Seiz (slowenisch: Žiče) bei Slovenske Konjice/Gonobitz in der Untersteiermark und 1164 Spital am Semmering.

### Markgrafen der Steiermark aus der Familie der Otakare (Traungauer)
Otakare:
- Otakar oder Ottokar I. (1056–1075)
- Adalbero, der Raue (1075–1082)
- Otakar II. (1082–1122)
- Leopold I., der Starke (1122–1129)
- Otakar III. (1129–1164)
- Otakar IV. (1163–1192), ab 1180 Herzog

## Herzogtum Steiermark im Mittelalter (1180–1500)

### Babenberger

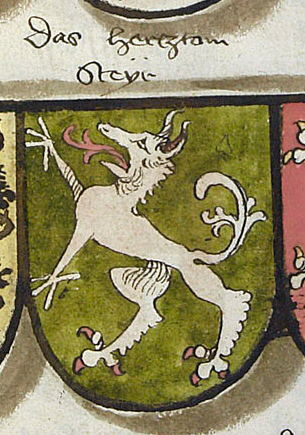
Wappen des Herzogtums Steiermark (Herzogtum Steyr) (steirischer Panther), aus Jörg Rugens Wappenbuch, Bayern um 1495/98

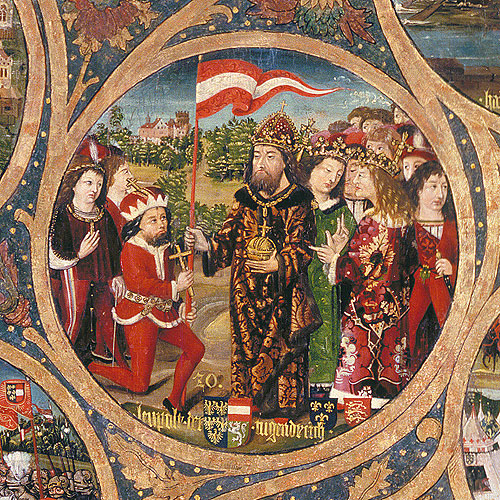
Herzog Leopold V. – links kniend, erhält das rot-weiß-rote Banner von Kaiser Heinrich VI. (Ausschnitt aus dem Babenberger-Stammbaum, Stift Klosterneuburg)

1180 wurde die Steiermark ein Herzogtum und Markgraf Otakar IV. von Kaiser Friedrich Barbarossa zum Herzog ernannt. Dieser Vorgang hing eng mit der Absetzung Heinrichs des Löwen und der Neuvergabe des Herzogtums Bayern zusammen. Das neue Herzogtum war ein Lehen des Reiches und damit Kärnten, Bayern und Österreich gleichberechtigt. Gleichzeitig erloschen alle lehnsrechtlichen Bindungen an Bayern.
Da Markgraf Otakar IV. unheilbar an Lepra erkrankt und ohne männliche Erben war, schloss er 1186 mit dem mit den Traungauern versippten Babenberger Leopold V. von Österreich einen Erbfolgevertrag, die Georgenberger Handfeste. Als dieser dann 1192, als letzter der Traungauer, im Alter von 29 Jahren starb, belehnte Kaiser Heinrich VI. am 24. Mai 1192 in Worms Herzog Leopold V. von Österreich und dessen Sohn Friedrich mit der Steiermark.
Die Verbindung Österreichs mit der Steiermark war der erste Schritt zur Vereinigung der Ostalpenländer. Die österreichischen Babenberger übernahmen ein in sich gefestigtes Territorium, das nicht zu einem Teil Österreichs gemacht wurde, sondern vorerst die Landeshoheit behielt und praktisch ein Nebenland des Herzogtums Österreich wurde.
Leopolds Söhne Friedrich und Leopold VI. von Österreich teilten sich 1194 die Herrschaft über Österreich und die Steiermark, doch kam 1198 mit Friedrichs Tod beides in Leopolds Hand. Diesem folgte 1230 Leopolds einziger Sohn Friedrich der Streitbare. Da er ihre Rechte nicht achtete, führten die Steirer Klage bei Kaiser Friedrich II. und erhielten von diesem ihre in Otakars Testament erhaltenen Freiheiten von Neuem bestätigt.
Von Seiten der Landesfürsten wurde der Wunsch nach Landesbistümern immer stärker an die Kirche und insbesondere an das Erzbistum Salzburg herangetragen. Dieses war selbst zum selbständigen Landesfürstentum geworden. Um nicht der Gegnerschaft anderer Landesherren ausgesetzt zu sein und um größeren politischen Schaden vom Erzbistum abzuwenden, errichtete Erzbischof Eberhard II. in seinem Einflussbereich von sich aus mehrere Bistümer, darunter 1218 Seckau in der Steiermark und 1225 Lavant im steirisch-kärntnerischen Grenzbereich. Diese Bistümer umfassten vorerst aber nur kleinere Gebiete und verhältnismäßig wenige Pfarren. Die Einsetzung der Bischöfe erfolgte durch den Erzbischof von Salzburg. Mit der Verwaltung des eigenen Bistums Seckau übernahm der Bischof auch das salzburgische Generalvikariat für das Herzogtum Steiermark. Diese Regelung hatte mit geringen Abweichungen bis zur Diözesanregulierung 1786 Gültigkeit.

### Interregnum und Beginn der Habsburgerherrschaft

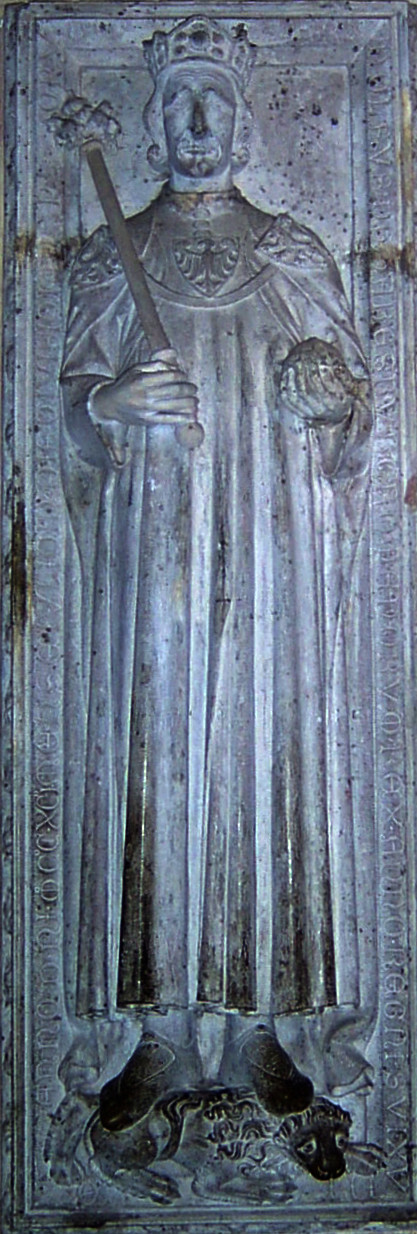
Rudolf von Habsburg, Grabplatte im Dom zu Speyer

Nach dem Tode des letzten Babenbergers, Friedrichs des Streitbaren 1246, folgte das für die Steiermark ungünstige Interregnum, in dem das Herzogtum, obgleich eine Partei der Stände Heinrich von Bayern 1253 zum Herzog wählte, 1254 unter Vermittlung des Papstes im Frieden von Ofen zwischen den Königen Ottokar II. Přemysl von Böhmen und Bela IV. von Ungarn geteilt wurde. Ottokar II. besiegte die Ungarn 1260 in der Schlacht bei Kressenbrunn auf dem Marchfeld. Im Frieden von Wien (1261) ging die Steiermark an Ottokar, 1262 wurde er vom deutschen (Gegen-)König Richard auch nominell mit Österreich und der Steiermark belehnt.
Zur Stärkung seiner Macht gründete er einige Städte und veranlasste auch die Neuanlage und Befestigung von Leoben und Bruck an der Mur. Aus militärischen Gründen wurden diese Städte planmäßig um einen großen rechteckigen Platz gebaut. Unter König Ottokar II. wurden erstmals, allerdings nur kurzfristig, Böhmen, Mähren, Österreich, Steiermark, Kärnten und Krain von einem Herrscher regiert. 1276 erhob sich der steirische, Kärntner und Krainer Adel nach dem „Reiner Schwur“ gegen König Ottokar und schloss sich der Partei des 1273 zum römisch-deutschen König gewählten Rudolf von Habsburg an. Zur selben Zeit wurde Ottokar II. von König Rudolf von Habsburg seiner Lehen verlustig erklärt und 1278 in der Schlacht auf dem Marchfeld endgültig besiegt, worauf letzterer 1282 seine Söhne Albrecht I. und Rudolf II. mit Österreich, Steiermark, Krain und der Windischen Mark belehnte.
1283 wurde Albrecht als alleiniger erblicher Landesherr dieser Länder eingesetzt. Er konnte sich 1292 erfolgreich gegen den Adelsaufstand des Landsberger Bundes durchsetzen. Fortan blieb das Herzogtum Steiermark (mit einer kurzen Unterbrechung, der Herrschaft Matthias Corvinus 1485 bis 1490 über Teile des Landes) bis 1918 im Besitz des Hauses Habsburg.
Im 12. und 13. Jahrhundert verstärkte sich die Zuwanderung deutscher Siedler vor allem ins Grazer Becken und die noch wenig bewohnte Oststeiermark (→Deutsche Ostsiedlung). Der Landausbau durch Rodung der Wälder wurde das ganze 13. Jahrhundert weitergeführt. Dadurch kam es, dass die slawischen Siedlungsinseln der West- und Obersteiermark immer mehr zusammenschrumpften und endgültig im 14. Jahrhundert, infolge Assimilation der slawischen Bevölkerung, verschwanden. Südlich von Radkersburg bis zur Drau wurde das Gebiet von slowenischen Kolonisten aus den unteren Marken planmäßig besiedelt. Die schreckliche Pestpandemie der Jahre 1348 bis 1353 brachte einen so starken Bevölkerungsrückgang, dass in ihrem Gefolge Verödungen und Wüstungen auftraten.

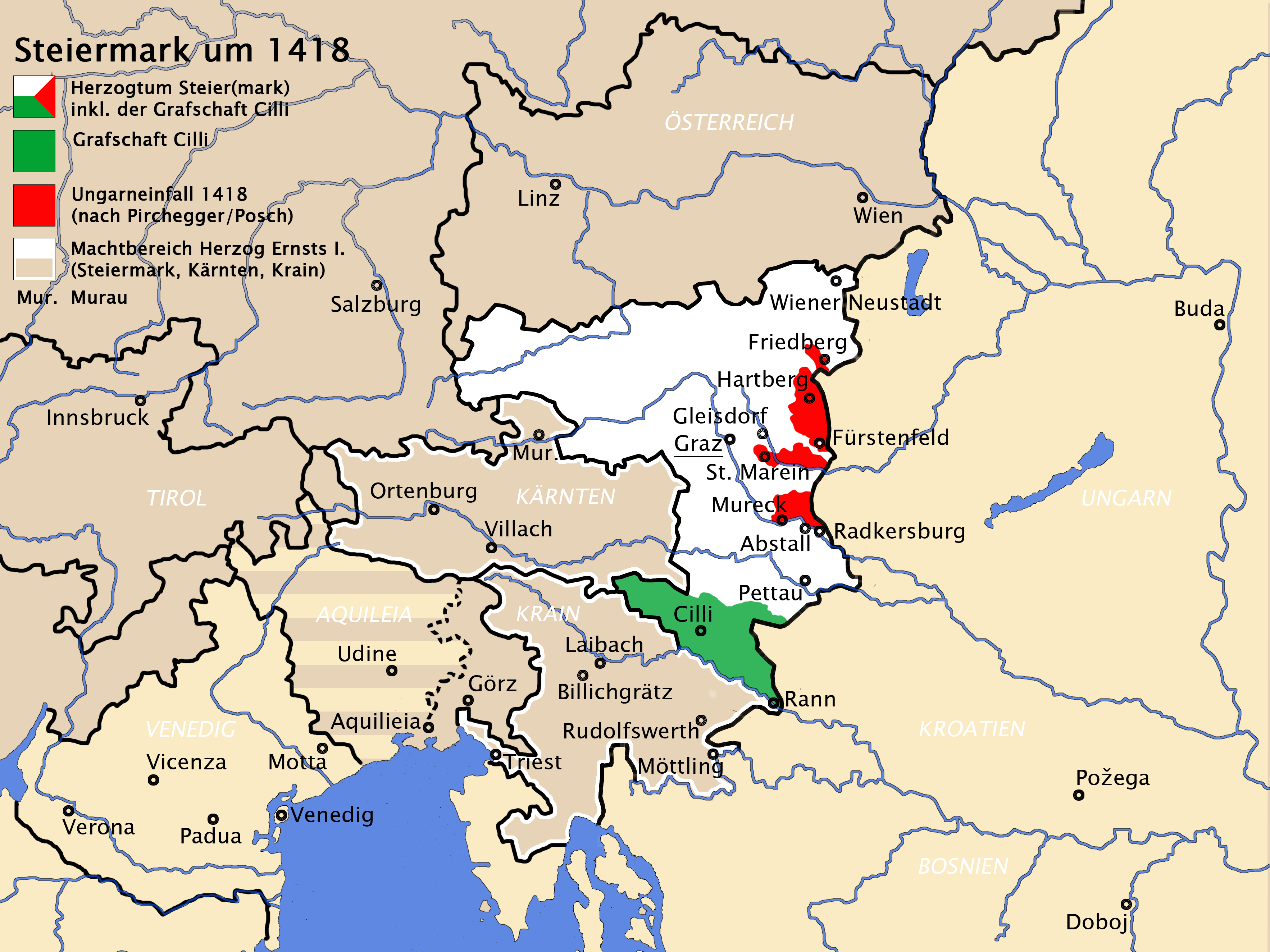
Der Ungarneinfall von 1418 (rot) führte in der Oststeiermark zu einem erneuten Siedlungsrückgang

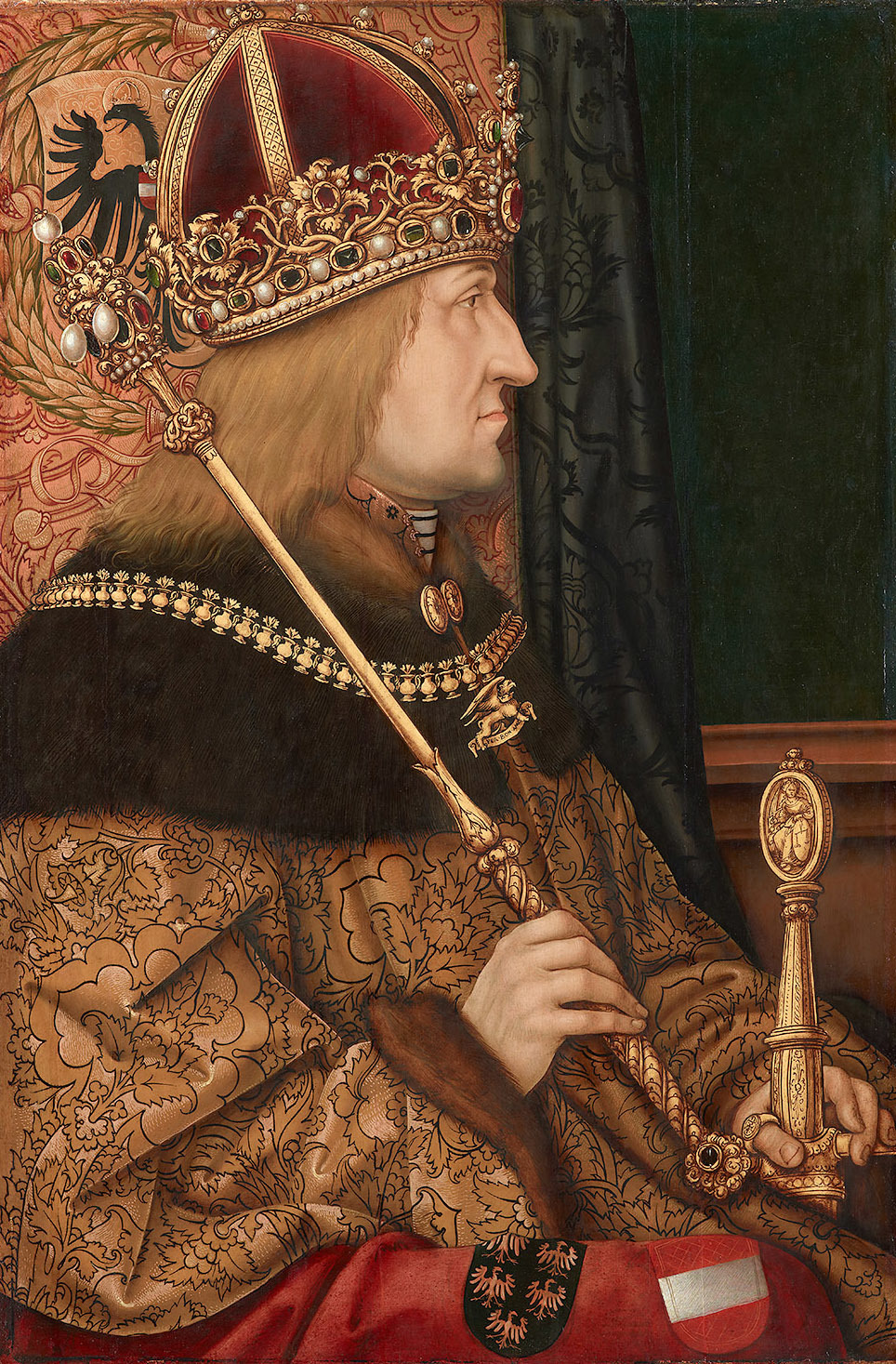
Kaiser Friedrich III.

Bei der nach Rudolfs IV. Tod 1365 zwischen dessen Brüdern Albrecht III. und Leopold III. 1379 vorgenommenen Teilung im Vertrag von Neuberg fiel die Steiermark mit Kärnten, Tirol und Nebenlanden an letzteren. Als dessen Söhne 1406 wiederum eine Erbteilung vornahmen, wurde unter anderem die Steiermark Ernst dem Eisernen zugesprochen. Es war dies die erste der beiden Linienteilungen der Habsburger in ihren im Südosten des Reiches gelegenen Stammlanden. Der Herzog Ernst zugeschriebene Sieg in der angeblichen Türkenschlacht bei Radkersburg (1418) ist eine Erfindung des 17. Jahrhunderts, tatsächlich hatten in jenem Jahr aber Ungarn die Oststeiermark verheert. Für die von Graz aus verwaltete Ländergruppe Steiermark, Kärnten, Krain, die Grafschaft Görz (ab 1500), die Stadt Triest und die Windische Mark wurde die Bezeichnung Innerösterreich üblich. Der älteste Sohn und Nachfolger (seit 1424) von Ernst dem Eisernen war der nachmalige Kaiser Friedrich III., der wiederum alle habsburgischen Lande vereinigte, nachdem die anderen Linien ausgestorben waren. Kaiser Friedrich III. lebte in verschiedenen österreichischen Städten. Am längsten, nämlich 40 Jahre, hielt er sich in Graz auf. Er ließ unter anderem die Grazer Burg und die Grazer Domkirche in spätgotischem Stil ausbauen. Als 1456 die gefürsteten Grafen von Cilli ausstarben, erwarb Friedrich auf Grund früherer Verträge deren Besitzungen. 1462 wurde die Steiermark in Viertel eingeteilt.
Der für die Obersteiermark wirtschaftlich wichtige Bergbau erstarkte ab dem 12. Jahrhundert, vor allem der Salzbergbau in Bad Aussee, Hall und im Halltal bei Mariazell, der Eisenbergbau auf dem Erzberg und in Johnsbach und der Silberbergbau in Oberzeiring und Schladming. Das Eisenerz wurde in den relativ primitiven Rennöfen zum Schmelzen gebracht, in späteren Jahrhunderten aber dann schon in den Radwerken, das sind Schmelzöfen, bei denen der Blasbalg mit Wasserrädern angetrieben wurde. Während in der Eisenerzeugung vorerst viele Kleinunternehmer tätig waren, übernahm das Sieden des Salzes in Aussee schon um 1449 der Landesfürst, der den Betrieb mit Lohnarbeitern betrieb. Die Salzquellen bei Admont wurden vom Stift Admont, jene im Halltal bei Mariazell vom Stift St. Lambrecht betrieben. Der Landesfürst griff Mitte des 15. Jahrhunderts auch regelnd in das Eisenwesen ein, wobei aber die Selbständigkeit der Gewerke vorerst erhalten blieb.
Im Jahre 1485 entstand das Landplagenbild am Grazer Dom, das stadtgeschichtlich durch die älteste Ansicht von Graz bemerkenswert ist. Darüber hinaus zeigt es auch deutlich die schweren Belastungen, denen die steirische Bevölkerung in jener Zeit ausgesetzt war: Hunger, Krieg und Seuchen. Hunger, verursacht durch Heuschreckenplagen – Krieg, nicht nur von den Türken ausgelöst, sondern auch durch die Einfälle der Ungarn unter König Matthias Corvinus und den Aufstand des ehemaligen kaiserlichen Söldners Andreas Baumkircher – immer wieder auftretende Seuchen, wie die Pest im Jahre 1480.
Ab 1470 wurden die Türken, die einen großen Teil des Balkans erobert hatten, zu einer ständigen Bedrohung von Innerösterreich. Immer wieder wurden diese Länder von Türkeneinfällen heimgesucht. Sie verwüsteten Städte und zerstörten Bauernhöfe, töteten Menschen oder verschleppten sie in Gefangenschaft.
Der Sohn und Nachfolger Friedrichs III., der römisch-deutsche König und spätere Kaiser Maximilian I., errichtete zentrale Verwaltungsbehörden in den Erbländern. Sein Sieg über die Türken in der Schlacht bei Villach lässt sich jedoch nicht belegen. Zu Beginn seiner Regierungstätigkeit ließ Maximilian die Grazer Burg erweitern, wobei der Treppenturm mit der berühmten gotischen Doppelwendeltreppe entstand. Im Jahre 1496 ließ er die Juden aus der Steiermark vertreiben. Diese wurden in Niederösterreich und Westungarn angesiedelt.
Mit Maximilian I. und seinen Nachkommen begann der Aufstieg der Habsburger zur Weltmacht. Das Herzogtum Steiermark war nur mehr ein relativ unbedeutender Teil ihrer Reiche, „in denen die Sonne nie unterging“. Im Jahre 1497 wurden, auf Befehl Maximilian I., alle Juden aus der Steiermark vertrieben. Viele Gemeinden verloren mit der Vertreibung die wichtige Wirtschaftskraft der jüdischen Händler.

## Frühe Neuzeit: Glaubensstreit und Türkenkriege (1500–1740)

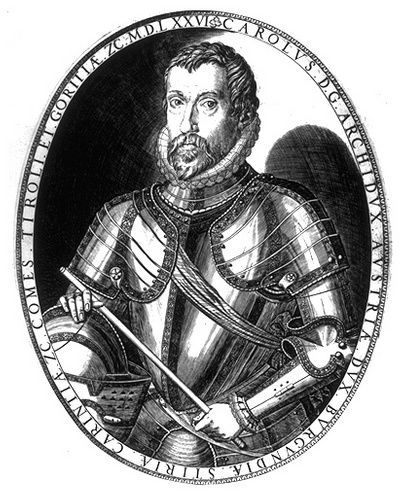
Karl II. von Innerösterreich

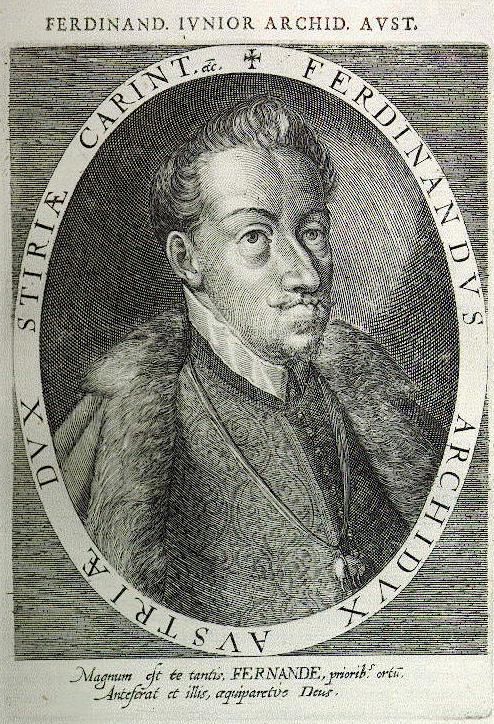
Ferdinand II.

Die Lehren der deutschen Reformatoren fanden schon seit 1530 in der Steiermark Eingang und es kam zur raschen Ausbreitung der Lehren Martin Luthers. Gründe dafür waren schlechte soziale und wirtschaftliche Verhältnisse und Missstände in der Kirche. Ziemlich rasch schloss sich der Adel dem Protestantismus an. Der Hauptgrund hierfür war, dass dieser die Rückkehr der Kirche zur apostolischen Armut verlangte, was den Verzicht auf ihre reichen Güter und den Anfall der Kirchengüter an den Adel zur Folge gehabt hätte.
1547 beanspruchte der Landeshauptmann Hans Ungnad auf dem Reichstag zu Augsburg freie Religionsübung, doch konnte diese erst auf den Landtagen zu Bruck 1575 und 1578 dem Erzherzog Karl II. abgenötigt werden. Erzherzog Karl, dem jüngsten Sohn Kaiser Ferdinands I., war bei der zweiten habsburgischen Länderteilung 1564 Innerösterreich zugefallen. Um die Verbreitung der neuen Lehre zu hemmen, rief Erzherzog Karl 1570 die Jesuiten zu Hilfe und stiftete 1585 die Universität Graz.
Die für die notwendige Abwehr der Türken eingeführten Türkensteuern und erhöhte Forderungen ihrer Grundherrschaft belasteten die Bauern. Ein großer Bauernkrieg erfasste 1525 von Salzburg aus auch die Steiermark. Bauern und Bergknappen eroberten die Bergbaustadt Schladming und setzten den Landeshauptmann Siegmund von Dietrichstein gefangen. Schladming wurde durch Niklas Graf Salm zurückerobert, niedergebrannt und verlor sein Stadtrecht. Neben den Bauern wurde auch das kirchliche Vermögen durch Sondersteuern wie die Terz, die Quart oder die Einziehung von Kirchenkleinodien belastet.
Durch Verträge mit den Bistümern Bamberg (vom 27. Jänner 1535 mit Bischof Weigand von Redwitz) und Salzburg (vom 25. Oktober 1535 als Rezess von Wien mit Kardinal Erzbischof Matthäus Lang von Wellenburg) erlangten die Habsburger vollständige Souveränität über die in der Steiermark liegenden Besitzungen dieser Bistümer.
Nach der Schlacht bei Mohács im Jahre 1526, bei der das ungarische Heer eine vernichtende Niederlage gegen die Türken erlitt, konnten die Türken große Teile Ungarns und Kroatiens einnehmen und in das Osmanische Reich eingliedern. Sie waren damit noch näher an die Steiermark herangerückt. Der Abwehrkampf gegen die Türken wurde mit wechselndem Erfolg geführt. Erzherzog Karl II. hatte zeitweise die oberste Leitung an den Grenzen übernommen. Er gründete einen innerösterreichischen Hofkriegsrat und ließ 1579 die nach ihm benannte Festung Karlovac (Karlstadt) errichten. Domenico dell’Allio befestigt den Grazer Schloßberg neu. Das heute noch bestehende Landeszeughaus wurde gebaut, in dem zahlreiches Kriegsgerät Platz fand. Die innerösterreichischen Landstände stimmten zu, die Kroatische und Slawonische Militärgrenze, die zum Schutz der habsburgischen Erblande errichtet wurden, zu finanzieren. Karl von Innerösterreich wurde im Mausoleum der Basilika von Seckau beigesetzt. Nachfolger wurde sein Sohn Ferdinand II.
Ferdinand II., der 1596 die Regierung übernahm, war entschlossen, die Gegenreformation zum Sieg zu führen. Er erklärte den Freiheitsbrief seines Vaters Karl II. für aufgehoben und wies 1598 die protestantischen Lehrer und Prediger aus dem Land. Eine hierauf eingesetzte katholische Gegenreformationskommission befahl allen protestantischen Bürgern, entweder zur katholischen Religion überzutreten oder auszuwandern. Die Religionskommissionen, bestehend aus Geistlichen, Beamten und Soldaten, zogen durchs Land und sorgten mit Nachdruck für die Rekatholisierung aller Bevölkerungsschichten, mit Ausnahme des Adels. Viele Protestanten schworen damals ihrem Bekenntnis ab, eine bedeutende Zahl aber verließ die Heimat in Richtung Süddeutschland, Ungarn, Siebenbürgen und in weitere europäische Länder. Unter den aus Graz vertriebenen Protestanten war auch Johannes Kepler, der von 1594 bis 1600 an der dortigen evangelischen Stiftsschule Mathematik unterrichtete. Nur in den unzugänglichen Bergen der Obersteiermark, zum Beispiel in der Ramsau am Dachstein oder in Wald am Schoberpaß, erhielt sich im Verborgenen in einzelnen Bauernfamilien der evangelische Glaube als sogenannter Kryptoprotestantismus. Erst nachdem Joseph II. 1781 mit dem Toleranzpatent die Glaubensfreiheit proklamiert hatte, konnten sich die wenigen Protestanten in evangelischen Gemeinden erneut konstituieren. Dem steirischen Adel hatte Ferdinand II. vorerst Glaubensfreiheit zugestanden, aber 1628 wurden auch die Adeligen aufgefordert, sich zum Katholizismus zu bekennen oder auszuwandern. Die Zahl der daraufhin auswandernden Adeligen war bedeutend.
Durch die Rekatholisierung wurde die religiöse Einheit des Landes wiederhergestellt. Ein wesentliches Streitobjekt zwischen Landesfürst und den Ständen war beseitigt. Der Wille des Erzherzogs hatte über den des Adels obsiegt und die landesfürstliche Gewalt wurde nachhaltig gestärkt. Ferdinand II. vereinte 1619 fast den gesamten habsburgischen Länderbesitz in seiner Hand, da es bei den anderen Habsburger-Linien keine Erben gab. Wieder war es die steirisch-innerösterreichische Habsburger-Linie, die die Erbfolge der Habsburger auch in Österreich fortsetzte. Er wurde König von Böhmen und Ungarn und bald darauf auch Kaiser. Er verlegte seine Residenz nach Wien, und Graz wurde zur Provinzstadt, was sich bei der weiteren Stadtentwicklung und der Bautätigkeit auswirkte. Das letzte große Bauvorhaben der innerösterreichischen Habsburger in Graz war das Mausoleum südlich des Doms.
Von den Gräueln des Dreißigjährigen Krieges blieb die Steiermark verschont, aber unter den hohen Steuern für die Kriegskosten und unter der Teuerung und der Hungersnot litt das Land schwer. Glücklicherweise hielten die Türken während dieser Zeit im Großen und Ganzen Frieden. Gelegentliche Übergriffe und Einfälle kleinerer Scharen kamen immer wieder vor.
Neben den Kriegen bildeten auch die Seuchenzüge der Pest in den Jahren ab 1680 bis 1716, die bis in entlegene Gebiete des Koralmzuges reichten, schwere Belastungen für das Land. An den Landesgrenzen wurden bewachte Straßen- und Wegsperren (Verhackungen, Verhaue) errichtet, die den Personen- und Warenverkehr in die Nachbarländer, z. B. im Koralmgebiet von und nach Kärnten, verhinderten und damit die Ausbreitung der Seuche erschweren sollten.
Anfang des 17. Jahrhunderts geriet das steirische Eisenwesen in eine schwierige wirtschaftliche Lage. Vor allem in Innerberg war die Lage so schlecht, dass sich die Regierung zum Eingreifen gezwungen sah. Im Jahre 1625 wurden die drei Glieder des Eisenwesens zur Innerberger Hauptgewerkschaft vereinigt, dem größten Wirtschaftsunternehmen des damaligen Österreich. Zur Überwachung wurde ein Kammergraf eingesetzt. Es gelang die Lage des Eisenwesens nach und nach wieder zu verbessern. Auf der Vordernberger Seite des Erzberges behielten die Gewerken ihre Selbständigkeit. Lediglich der Einkauf von Holz und Kohle erfolgte im Rahmen der „Vordernberger Radmeisterkommunität“ gemeinsam.

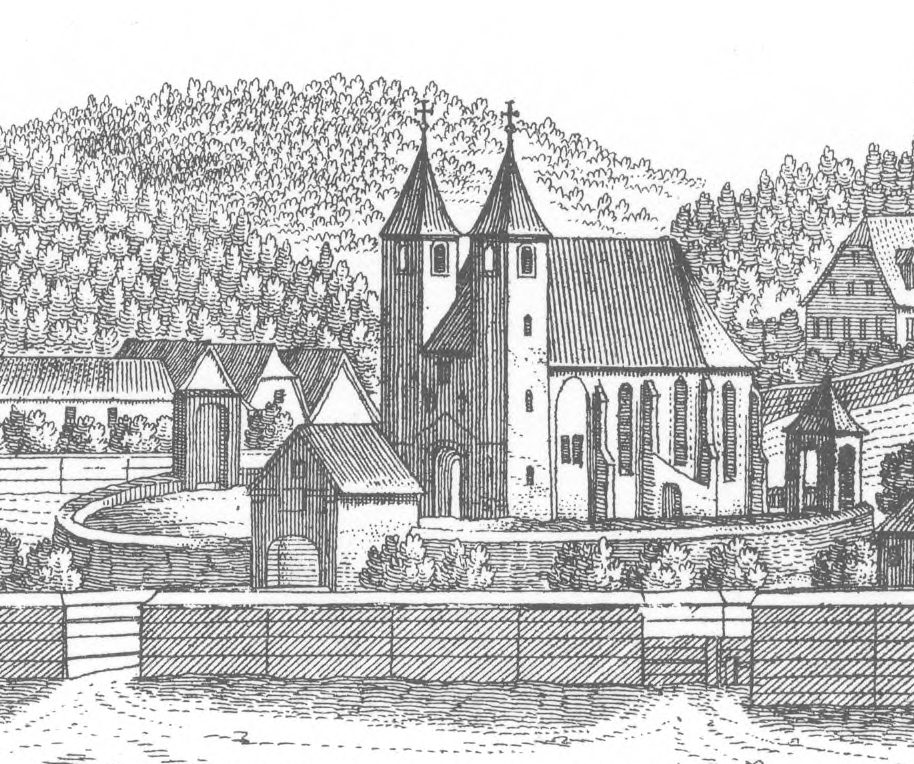
Grazer Leechkirche im 17. Jahrhundert

Nach Beginn des 16. Jahrhunderts hielt die Renaissance ihren Einzug in der Steiermark und bestimmte die Baugesinnung des Adels und des wohlhabenden Bürgertums. Bedeutende Renaissancebauten sind das Landhaus, das ist der ehemalige Sitz der Landstände, eine Reihe weiterer Adelspaläste und Bürgerhäuser in der Grazer Innenstadt, das Schloss Eggenberg und einige steirische Schlösser. Nach der Gegenreformation dominierten die Prunkbauten der Kirche, wie das Stift St. Lambrecht. Zu den schönsten Kirchen- und Klosterbauten des Barock im Lande gehören die Stiftskirche Pöllau und jene von Vorau, die Grazer Barmherzigenkirche, die Basilika Mariatrost, die Basilika von Mariazell, die Wallfahrtskirche Frauenberg an der Enns sowie die berühmte Stiftsbibliothek Admont. Der bedeutendste Barockbildhauer der Steiermark war der Stiftsbildhauer von Admont Josef Stammel.
1663 erklärten die Türken Kaiser Leopold I. den Krieg. Bevor das türkische Heer in die Steiermark eindringen konnte, wurde es von den kaiserlichen Truppen unter dem Oberbefehl von Graf Raimondo Montecuccoli in der Schlacht bei Mogersdorf geschlagen. Als Nachspiel zu diesem Krieg gab es eine Verschwörung ungarischer Adeliger. An dieser Magnatenverschwörung war auch der steirische Graf Hans Erasmus von Tattenbach beteiligt. Die Verschwörung wurde bekannt und Graf Tattenbach wurde 1671 vor dem Grazer Rathaus öffentlich hingerichtet, was ein aufregendes Ereignis in der Provinzstadt war.
Im Jahre 1683 kam es zur Zweiten Wiener Türkenbelagerung. Aus Wien und Niederösterreich gelangten viele Flüchtlinge in die Steiermark. Die erfolgreiche Verteidigung von Wien und der Sieg in der Schlacht am Kahlenberg befreiten die Steirer von der Sorge um ihre Sicherheit und beendeten für das Land die Türkengefahr. Es gab zwar in den nächsten Jahrzehnten noch mehrere entferntere Schlachten und Auseinandersetzungen mit den Türken, an denen auch Steirer als Soldaten beteiligt waren, aber nicht mehr als angegriffene Bauern oder Bürger. Allerdings verwüsteten 1704 bis 1711 die ungarischen aufständischen Kuruzen die Oststeiermark.
Das Herzogtum Steiermark blieb bis 1918 ein Teil des Habsburgerreiches, aber seit Karl VI. (1728) nahm kein Landesfürst mehr die Huldigung an, und seit 1730 wurde die Landeshandfeste nicht mehr bestätigt.

## Zeitalter des aufgeklärten Absolutismus (1740–1792)
Im Jahr 1740 übernahm Maria Theresia ein schwieriges Erbe. Der Staat war von Feinden umgeben, die Staatskassen waren leer und das Heer war vernachlässigt. Direkt wurde die Steiermark vom Österreichischen Erbfolgekrieg nicht betroffen, aber Rekrutenaushebungen und vermehrte Steuerlasten bedrückten das Land.

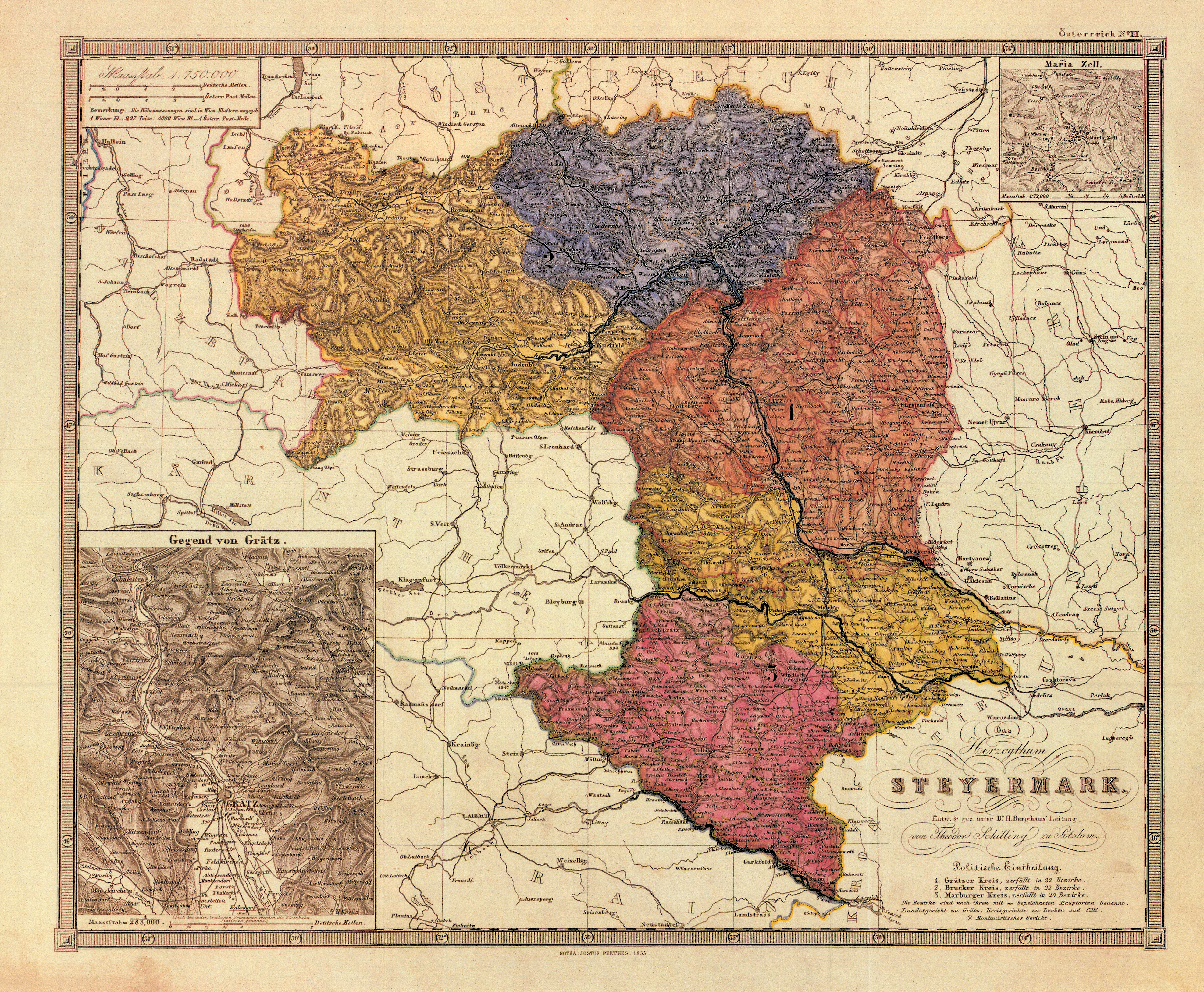
Die Verwaltungsgliederung der Steiermark in Kreise 1855

Nach Abschluss des Krieges begannen durchgreifende Reformen und Veränderungen. Der Einfluss der steirischen Stände wurde weiter zurückgedrängt. Die Verwaltung wurde zentralisiert und die letzten innerösterreichischen Behörden in Graz wurden aufgelöst und dafür ein Gubernium für Steiermark, Kärnten, Krain und Görz-Gradiska eingerichtet. Die Steiermark wurde in fünf Kreise eingeteilt, und zwar Judenburg, Bruck an der Mur, Graz, Marburg und Cilli. Der jeweilige Kreishauptmann hatte die Aufgabe für den Eingang der Steuern zu sorgen, die Rekrutierungen zu unterstützen, das öffentliche Leben zu überwachen und die Grundherrschaften zu beaufsichtigen. Die Steuerfreiheit des adeligen Grundbesitzes wurde aufgehoben und eine Landaufnahme wurde gemacht, um den Theresianischen Kataster, ein Verzeichnis aller Liegenschaften, anzulegen. Eine Heeresreform regelte die Stellungspflicht neu und auch das Rechtswesen wurde umgestaltet. 1753 ordnete Maria Theresia eine Volkszählung nach Pfarren an, der 1770 eine zweite Zählung folgte. Bei letzterer wurden die Pfarren in Nummerierungsabschnitte zerlegt und die Häuser zum ersten Mal nummeriert. Diese Einteilung in Werbbezirke geschah ursprünglich für die Rekrutenaushebung. Sie bildeten in der Folge die Grundlage für die unter Kaiser Joseph II. eingeführten Steuergemeinden und die späteren Katastralgemeinden. Im Zuge der Bildungsreform erhielt die Grazer Universität 1778 eine juridische Fakultät.
Kaiser Joseph II. ging noch weiter und reduzierte die spärlichen Reste der Selbstverwaltung der Städte und Märkte. Er wollte die Monarchie zu einem absolut regierten Einheitsstaat machen. Durch das Toleranzpatent verkündete der Kaiser für alle Angehörigen der evangelischen Bekenntnisse und der griechisch-orthodoxen Kirche die Duldung ihrer Religion.
Über die katholische Kirche übte der Kaiser eine strenge Aufsicht aus. Päpstliche Bullen durften nur mit kaiserlicher Zustimmung veröffentlicht werden. Der Jesuitenorden wurde 1773 aufgehoben und sein Vermögen eingezogen. Weiters änderte Joseph II. die noch aus dem Mittelalter stammende Verwaltungseinteilung der Kirche, wodurch die Steiermark in drei Diözesen geteilt wurde. Das Bistum Seckau mit dem Sitz in Graz umfasste Graz und die Ost- und Weststeiermark, das Bistum Leoben die Obersteiermark und das Bistum Lavant mit dem Sitz in Marburg die Untersteiermark. Eine Vielzahl neuer Pfarren wurde errichtet und 32 steirische Klöster, darunter auch die alten Stifte Göß, St. Lambrecht, Seckau wurden aufgehoben, Admont, Vorau und Rein blieben verschont. Darüber hinaus wurden länger dauernde Wallfahrten verboten.

## Koalitionskriege, Vormärz und Revolution in der Steiermark (1792–1848)

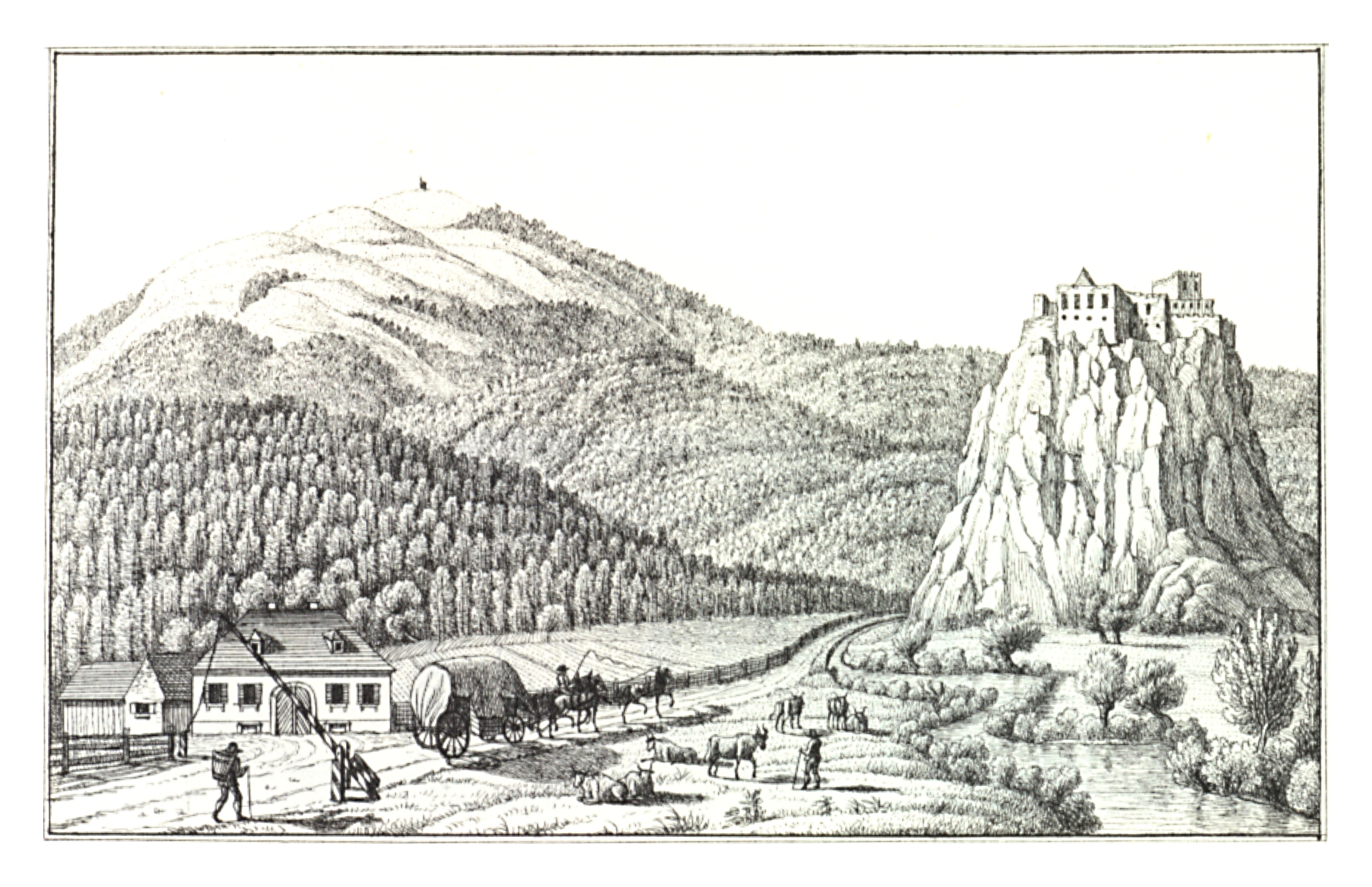
Grenzmaut zwischen Kärnten und Steiermark, um 1820, Lith. Anstalt J.F. Kaiser, Graz

Mit der Thronbesteigung von König Franz II., seit 1804 als Kaiser von Österreich Franz I., im Jahre 1792 war die Zeit der großen Reformen zu Ende. Andere Geschehnisse nahmen die Aufmerksamkeit der Menschen in Anspruch. Die Französische Revolution und der darauf folgende Aufstieg des Generals Napoléon Bonaparte zum Kaiser Napoleon I. hielten die Menschen in Atem. Von den darauf folgenden Kriegen, die bis 1815 dauerten, war ganz Europa betroffen.
1797 drang das französische Heer über den Neumarkter Sattel in die Steiermark ein. Bald darauf kam Napoléon nach Graz, wo er sich zwei Tage aufhielt. In Leoben wurde über den Frieden verhandelt. Im Eggenwald’schen Gartenhaus wurde von Napoléon und den Vertretern Österreichs der Vorfriede von Leoben unterzeichnet. Dann zogen die französischen Truppen wieder ab. 1801 waren die Franzosen wieder da und besetzten Teile der Steiermark und bedrängten die Bevölkerung abermals mit Requisitionen und Kontributionen. Noch schlimmer war es 1805, wobei Mariazell und Judenburg stark zerstört wurden. 1804 bis 1806 wurde der bisherige staatspolitische Rahmen, in dem die Steiermark bestand, vom von Napoleon praktisch zerstörten Heiligen Römischen Reich zum Kaisertum Österreich umgeformt.
1809 brach ein neuer Krieg aus und verlief wieder unglücklich für Österreich. Bei St. Michael wurde eine Nachhut des österreichischen Heeres geschlagen und damit stand den Franzosen wieder der Weg nach Graz offen. Nach der Niederlage der Österreicher in der Schlacht bei Wagram wurden von Napoleon im Frieden von Schönbrunn harte Friedensbedingungen diktiert, die für das Kaisertum Österreich große Gebietsverluste brachten. Eine Bedingung, welche die Steiermark betraf, war die verlangte Schleifung der Festungsanlagen auf dem Grazer Schloßberg, die 1809 sogleich durchgeführt wurde. Nur der Uhrturm und der Glockenturm blieben erhalten, weil sie von der Grazer Bevölkerung losgekauft wurden. Die Koalitionskriege dauerten mit Unterbrechungen noch bis 1815. Die Steiermark war aber davon nicht mehr direkt als Kriegsgebiet betroffen.
Die Kriege zur Abwehr Napoleons kosteten das Land viele Opfer. Am Ende der über zwanzigjährigen Kriegszeit war die Steiermark erschöpft, die Einwohnerzahl hatte abgenommen, der Wohlstand war geschrumpft.
Nach der langen Kriegszeit wünschten sich die meisten Menschen „Ruhe und Ordnung“. Eine allgemeine Gleichgültigkeit gegenüber dem politischen Geschehen verbreitete sich. Der herrschende Absolutismus duldete keine Verbesserungsvorschläge, erblickte in ihnen nichts als Anstiftung zu Aufruhr und Unbotmäßigkeit und beschränkte in der Biedermeier genannten Situation die bürgerliche Handlungsfreiheit auf das Privatleben. Das öffentliche Leben wurde in bisher unbekanntem Ausmaß bürokratisiert. Adel und Offiziere wurden auf allen Gebieten bevorzugt und legten eine hochmütige und überhebliche Haltung gegenüber den anderen Bevölkerungsschichten an den Tag. Staatskanzler Metternich errichtete im Einvernehmen mit Kaiser Franz I. einen Polizeistaat, zu dem Zensur und Spitzelwesen gehörten. Die Zeit vor der Märzrevolution 1848/49 wird als Vormärz bezeichnet.
Ein Lichtblick in den vielfach als unbefriedigend empfundenen Verhältnissen der Zeit war Erzherzog Johann. Der jüngere Bruder von Kaiser Franz I. wirkte privat als wichtiger Förderer und Modernisierer der Steiermark. Das Land und seine Bevölkerung hatten und haben ihm viel zu verdanken, sowohl auf dem Gebiete der Landes- und Volkskunde, der technischen Wissenschaften, der Landwirtschaft, des Berg- und Hüttenwesens, der Landestracht und der Volksmusik als auch als Impulsgeber zur Gründung zahlreicher noch heute bestehender Institutionen in der Steiermark.
Seine Verbundenheit mit dem Volk kam auch durch seine häufigen Aufenthalte und seine Wohnsitze in der Steiermark und vor allem durch seine Verehelichung mit der bürgerlichen Ausseer Postmeisterstochter Anna Plochl zum Ausdruck.
In der ersten Hälfte des 19. Jahrhunderts war das Bergbaugebiet der Obersteiermark eines der Zentren der Industrialisierung; Vorschub leistete die traditionelle Kleineisenindustrie. Franz Mayr erbaute 1835–1837 die Franzenshütte in Donawitz, das damals modernste Eisenwerk Österreichs, das von Holzkohle unabhängig war.
Im Jahre 1844 wurde in der Steiermark als erste Eisenbahn die Südbahnteilstrecke Mürzzuschlag – Graz eröffnet; später wurde die Südbahn, Verbindung zum Hafen Triest, eine der wichtigsten Bahnlinien der Monarchie. 1846 zählte die Steiermark rund eine Million Einwohner, wovon etwa 600.000 innerhalb der heutigen Landesgrenzen lebten. Wie fast überall in Europa nahm die Bevölkerung damals stark zu.
Schon zu Beginn des Revolutionsjahres 1848 kamen aufregende Nachrichten aus dem Ausland. In der Steiermark, insbesondere in Graz, brach der Aufstand erst los, als im März der Ausbruch der Revolution in Wien bekannt wurde. In verschiedenen Petitionen wurden Lehrfreiheit, Lernfreiheit, Pressefreiheit, Öffentlichkeit der Rechtspflege, Aufhebung der grundherrschaftlichen Gerichtsbarkeit und freie Gemeindeverwaltung verlangt. Erzherzog Johann fungierte 1848/49 als gewählter Reichsverweser für den von der Frankfurter Nationalversammlung erfolglos angestrebten deutschen Nationalstaat, dem auch die Steiermark angehört hätte. Mit der Niederschlagung der Revolution in Wien im Oktober 1848 gingen auch die revolutionären Bestrebungen in der Steiermark zu Ende.

## Industrielle Revolution – Soziale und nationale Gegensätze (1849–1918)

Steiermark als Teil Österreich-Ungarns (Nr. 12)

### Bauernbefreiung
Trotz des Scheiterns der Ziele der Revolution von 1848/49 gab es auch bleibende Erfolge, die von der siegreichen Gegenrevolution nicht revidiert wurden. Die endgültige Auflösung der feudalen Ordnung und die Aufhebung der Erbuntertänigkeit und der bäuerlichen Frondienste im Kaisertum Österreich sowie die Abschaffung der geheimen Inquisitionsjustiz der Restaurations- und Vormärzzeit zählen dazu.
Die Durchführung der Grundentlastung wurde rasch in Angriff genommen. Dadurch wurden die Bauern endlich zu gleichberechtigten Bürgern gemacht. Dazu waren viele damit zusammenhängende Veränderungen nötig. Die „Bauernbefreiung“ erforderte die Entschädigung der Grundherren. Ein Drittel der Entschädigung mussten die Bauern bezahlen, ein zweites Drittel wurde aus Landesmitteln aufgebracht und der Rest wurde gestrichen.
Die Abwicklung dieser Entschädigungszahlungen an die insgesamt 1.496 Grundherrschaften der Steiermark dauerte einige Jahre. Sie enthob die Grundherren auch von den öffentlichen Lasten, die sie bisher getragen hatten, wie der Gerichtsbarkeit und der Sicherheitspflege auf dem Lande. Diese Lasten nahm nun der Staat auf sich. Hierfür musste die Rechtsprechung und die Verwaltung neu organisiert werden. Es wurde die Gerichtsorganisation in Österreich neu geordnet und 1859 bzw. 1868 wurden die Bezirkshauptmannschaften, wie sie im Grund noch heute bestehen, geschaffen. Für die Sicherheitspflege wurde 1849 die Gendarmerie gegründet.

### Gemeindeautonomie
Schließlich wurden auch die Ortsgemeinden geschaffen. Bis dahin hatte es im Lande neben den Grundherrschaften, deren Untertanen ja meist in verschiedenen Gebieten verstreut waren, nur 16 landesfürstliche Städte und 20 landesfürstliche Märkte gegeben, die sich mehr oder weniger selbst verwalteten. Das provisorische Gemeindegesetz von 1849 schuf Ortsgemeinden. Das Gesetz wurde zwar bald wieder außer Kraft gesetzt, aber durch das Reichsgemeindegesetz von 1862 wurde dann die freie Gemeindeverwaltung verwirklicht. Ein allgemeines, gleiches und freies Wahlrecht für die Gemeindevertretung gab es aber noch lange nicht. Wahlberechtigt waren vorerst nur männliche Gemeindebürger, die direkte Steuern entrichteten, sowie Geistliche, Beamte und ähnliche Personen.

### Weg zur konstitutionellen Monarchie
Der junge Kaiser Franz Joseph I. und seine Berater versuchten nach dem Zusammenbruch der Revolution, das Kaisertum Österreich weiterhin absolutistisch zu regieren. Dieser Versuch brach aber auf den Schlachtfeldern Italiens im Sardinischen Krieg im Jahre 1859 kläglich zusammen, da er nach dieser persönlichen Niederlage des Kaisers innenpolitisch gegen das Bürgertum nicht mehr durchsetzbar war.
Das Oktoberdiplom von 1860 und das Februarpatent von 1861 waren erste kleine Schritte zu einer konstitutionellen Monarchie. In Graz besteht seither der Steiermärkische Landtag als (damals noch lange nicht von allen Bürgern) gewähltes Landesparlament. Als Vorläufer der republikanischen Landesregierung amtierte der aus Landtagsabgeordneten bestehende Landesausschuss, dessen vom Kaiser ernannter Vorsitzender, zugleich Landtagspräsident, als Landeshauptmann bezeichnet wurde. Kaiser und k.k. Regierung waren in Graz durch einen Statthalter vertreten. Die meisten Entscheidungen von Landtag und Landesausschuss mussten vom Statthalter in Wien zur Genehmigung vorgelegt werden, die vom Kaiser selbst oder vom zuständigen Minister in seinem Namen erteilt oder verweigert wurde.
Die konstitutionelle Regierungsform wurde nach dem innenpolitischen Friedensschluss mit dem obstinaten ungarischen Adel, der der Niederlage von 1866 gegen Preußen gefolgt war, in der Dezemberverfassung von 1867 voll ausgebildet. Das Kronland Herzogtum Steiermark war nun eines von 17 der im Reichsrat vertretenen Königreiche und Länder und entsandte Abgeordnete in den Reichsrat, das Parlament in Wien.

### Industrialisierung
Die Bevölkerungszunahme in der Steiermark in der Zeit von 1849 bis 1914 betrug fast 50 Prozent. Niemals zuvor oder danach hatte die Steiermark eine so starke Bevölkerungszunahme aufzuweisen. Die Ursache dafür war in erster Linie das Aufblühen der Industrie. Man kann die zweite Hälfte des 19. Jahrhunderts das Zeitalter der industriellen Revolution in der Steiermark nennen. Begünstigt durch die gesetzlich festgelegte Gewerbefreiheit entstanden in weiten Teilen des Landes industrielle Großunternehmen. Gewerbliche und landwirtschaftliche Arbeitskräfte wanderten in die Industrie ab, die höhere Löhne zahlte und günstigere Arbeitsbedingungen gewährte.
Grundlage der steirischen Wirtschaft war die Eisenindustrie. 1881 wurde die Österreichisch-Alpine Montangesellschaft gegründet, die eine starke Produktionssteigerung erreichte. Die meisten Stahlindustriebetriebe gab es im obersteirischen Murtal und im Mürztal, neben Donawitz auch in Kapfenberg, Bruck an der Mur, Judenburg, Mürzzuschlag und in kleineren Orten. Auch in Graz entstand eine Reihe neuer Unternehmen. Weiters entstanden neue Bergbaubetriebe, etwa für Magnesit in der Veitsch und an anderen Orten. In Fohnsdorf, Seegraben bei Leoben, Köflach, Wies und bei Trifail (slow. Trbovlje) in der Untersteiermark entstanden große Braunkohlenbergbaue. Weitere prosperierende Unternehmungen entstanden in der aufstrebenden Papier- und Zellstoffindustrie, in der Zementerzeugung und in der Mühlenindustrie. Die Bierbrauereien in Graz und Göss bei Leoben wurden zu Großunternehmen.
Einen Umschichtungsprozess machte das Gewerbe durch. Es kamen neue Gewerbe hinzu, manche alten Gewerbe blühten neu auf, während andere zugrunde gingen. Dieser Prozess ging nicht ohne Auseinandersetzungen zwischen Kleingewerbe und Fabriken vor sich.
In diesem Zeitraum wurde fast das gesamte Land durch Eisenbahnstrecken erschlossen. Die 1854 eröffnete Semmeringbahn komplettierte die von Wien bis Laibach, Hauptstadt des südlichen Nachbarlandes Krain, reichende Südbahn; 1857 wurde die Verlängerung nach Triest fertig (siehe Bahnstrecke Spielfeld-Straß–Triest). Zu den weiteren steirischen Bahnstrecken zählten u. a. Rudolfsbahn, Erzbergbahn, Köflacherbahn, Steirische Ostbahn und Drautalbahn. Die Bahnbauten veränderten den Verkehr; die Straßen verödeten und neue Orte blühten an den Eisenbahnknotenpunkten auf.
Der Bauernstand hatte im wirtschaftlichen Aufschwung der bürgerlich-liberalen Epoche nichts zu gewinnen. Viele Bauern bzw. Bauernsöhne wanderten als Arbeitskräfte zur Industrie oder zu Bahn und Post ab. Die Not der Bauern veranlasste die Landesverwaltung zur planmäßigen Förderung des landwirtschaftlichen Genossenschaftswesens.

### Nationalismus der Deutschen und der Slowenen

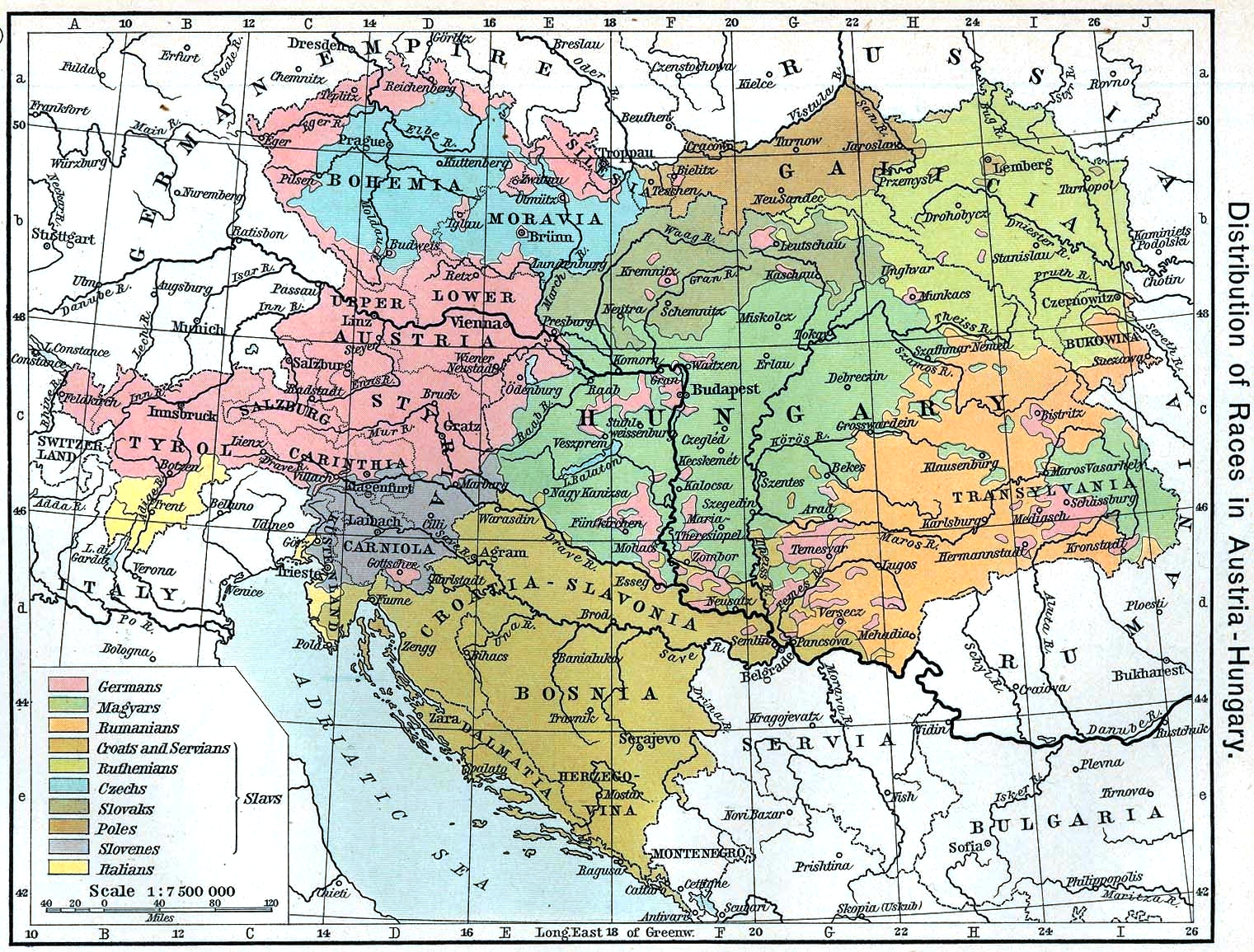
Umgangssprachen in Österreich-Ungarn aus: Distribution of Races in Austria-Hungary, Historical Atlas, William R. Shepherd, 1911

Seit der Französischen Revolution bekam der Nationalismus immer größere Bedeutung. Verhältnismäßig spät, und zwar erst in der zweiten Hälfte des 19. Jahrhunderts, wurden ethnische Zugehörigkeit und Sprache zu zentralen Kriterien für eine Nation.
Diese europaweite Entwicklung wirkte sich naturgemäß auf einen multiethnischen Staat, wie ihn die Habsburgermonarchie darstellte, negativ aus.
Im seit 1861 bestehenden steiermärkischen Landtag wurde schon am Anfang des parlamentarischen Lebens in der Steiermark der nationale Gegensatz zwischen deutschen und slowenischen Steirern ein Thema. Die Slowenen fühlten sich durch die Mandatsverteilung zurückgesetzt und kritisierten dies auch ständig. Das deutsche (Eigenbezeichnung!) Bürgertum aber, dessen Vertreter über eine sichere Mehrheit verfügten, wollte von seinen Vorrechten nichts abgeben. Da die Slowenen zu dieser Zeit etwa ein Drittel der Bevölkerung ausmachten und keine Aussicht hatten, im Landtag jemals die Mehrheit zu erringen, ging ihre Hauptforderung sehr bald dahin, die Slowenisch sprechenden Bezirke des Landes abzutrennen und sie mit den slowenischen Landschaften Kärntens und Krains zu einem eigenen Kronland zu vereinigen.
Andererseits wollten die Vertreter der Mittelsteiermark und der Obersteiermark das in den untersteirischen Städten und Märkten lebende deutsche Bürgertum nicht einer slowenischen Mehrheit „ausliefern“. Die Fronten verhärteten sich und die Haltung beider Nationalitäten wurde unnachgiebig.
Die deutschnationalen Kreise fühlten sich als Teil des viele Millionen Menschen umfassenden deutschen Volkstums den wenigen Slowenen gegenüber geistig und kulturell überlegen und brachten diese Meinung auch öfter deutlich zum Ausdruck. Die seit 1867 verfassungsmäßig verankerte Gleichberechtigung der österreichischen Staatsbürger aller Nationalitäten wurde von den Deutschösterreichern (analog zum Verhalten der Magyaren im Königreich Ungarn) in der Praxis vermieden, wo immer dies möglich war. Diese Einstellung verärgerte die Slowenen und sie fühlten sich in ihrer Ehre getroffen. Die Spannungen zwischen deutschsprachigen und slowenischsprachigen Steirern nahmen zu, ohne allerdings dieselben Auswirkungen wie in Böhmen und Mähren zu erreichen. Brennpunkte waren die deutschen Städte in slowenischer Umgebung, neben Marburg (Maribor) vor allem Cilli (Celje). 1895 wurde vom Kaiser in Cilli (nach dem Vorbild von Marburg) ein Staats-Untergymnasium mit deutsch-slovenischer Unterrichtssprache bewilligt; der Reichsrat beschloss die nötigen Budgetmittel.
1880 fand in Graz eine Volkszählung statt, bei der erstmals auch nach der Umgangssprache gefragt wurde. Dabei gaben 96 Prozent der Grazer Bevölkerung Deutsch als Umgangssprache an. Der Anteil der slowenischsprachigen Bevölkerung, der größten nichtdeutschen Sprachgruppe, betrug 1,02 %; dies, obwohl die Steiermark ein zweisprachiges Kronland war, mit rund einem Drittel slowenischsprachiger Bevölkerung, hauptsächlich in der Untersteiermark. Aufgrund einer Auswertung der Herkunftsgemeinden ist davon auszugehen, dass der Anteil an slowenischen Zuwanderern weit höher lag, als aus der Volkszählung erkennbar war. Nur ein verschwindend geringer Teil dieser Zuwanderer gab Slowenisch als Umgangssprache an.
Seit den 1870er Jahren entwickelte sich ein Selbstverständnis von Graz als der „letzten großen deutschen Stadt im Südosten“ mit einer nationalen und kulturellen Mission. Mit den Leitvorstellungen „deutsch“ und „fortschrittlich“ galt die steirische Landeshauptstadt als die radikalste Stadt Österreichs, sowohl hinsichtlich ihrer liberal-antiklerikalen als auch ihrer deutschnationalen Haltung.
Zum nationalen Gegensatz kamen auch politische Spannungen zwischen den liberalen und katholisch-konservativen Kreisen der Bevölkerung. Auch die Arbeiterschaft begann sich zu organisieren und kämpfte in erster Linie um Lohnerhöhungen, Verkürzung der täglichen Arbeitszeit, die bei 12 bis 14 Stunden lag, gegen die Not in Krankheitsfällen und im Alter, für das in keiner Weise vorgesorgt war, und auch gegen die soziale Geringschätzung, die dem Arbeiter von Seite des Bürgertums gezeigt wurde.

### Bildung und Kultur

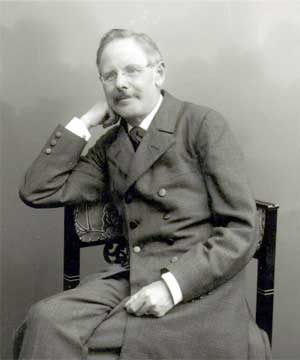
Peter Rosegger

Wie fast überall in Europa war in der Steiermark die Zeit zwischen 1848 und 1918 eine Zeit reger geistiger Tätigkeit. Die Anzahl der Studenten und Professoren an der Karl-Franzens-Universität Graz und den übrigen Hochschulen vervielfachte sich. Man konnte bedeutende Gelehrte als Professoren gewinnen, von denen manche Weltruf erlangten. Die Technische Universität Graz wurde 1874 vom Staat übernommen und den übrigen Hochschulen gleichgestellt. Die Montanuniversität Leoben erhielt 1906 den Rang einer Hochschule. Ende des 19. Jahrhunderts wurden die ersten Frauen zum Hochschulstudium zugelassen.
Auch das übrige Schulwesen verzeichnete einen starken Aufschwung. Mit dem Reichsvolksschulgesetz 1869 wurde die Schulaufsicht, die bis dahin der Kirche zugestanden war, dem Landesschulrat übertragen. Das Theater erlebte eine Blütezeit. 1899 wurde das Grazer Opernhaus erbaut. Neben dem Grazer Schauspielhaus bestanden fünf Bühnen in anderen steirischen Orten. Aus der Reihe der steirischen Dichter und Schriftsteller ist vor allem Peter Rosegger zu erwähnen. Sein Aufstieg vom Waldbauernbuben zum berühmten Schriftsteller war für die Steiermark einmalig wie der weltweite Erfolg seiner Gedichte und Romane, die sich vor allem durch Idealisierung der Landwirtschaft auszeichnen. Sein Deutschnationalismus und die damit in Verbindung stehende Ablehnung alles „Slawischen“ verhinderten die Verleihung eines Nobelpreis für Literatur.

### Allgemeines Männerwahlrecht
1906/07 wurde nach von Sozialisten organisierten Massendemonstrationen im Reichsrat über die Einführung des gleichen Männerwahlrechts diskutiert; jede Stimme sollte nun gleiches Gewicht haben. Aristokratie und Großgrundbesitz, wie z. B. der steirische Großgrundbesitzer-Abgeordnete Karl Graf Stürgkh, traten entschieden gegen die Vorlage der k.k. Regierung des Freiherrn von Beck auf, die aber von beiden Häusern des Reichsrats beschlossen und vom Kaiser genehmigt wurde. 1907 und 1911 fanden daher Reichsratswahlen nach dem allgemeinen, gleichen, direkten und geheimen Männerwahlrecht statt, was vor allem den beiden Massenparteien Christlichsoziale und Sozialisten zugutekam. Von den nunmehr 516 Abgeordneten waren 30 im Herzogtum Steiermark zu wählen.
In Städten wie Graz blieb die Deutsche Volkspartei führende Kraft. Die Landtage Altösterreichs verblieben bis 1918 bei den bisherigen, die ärmeren Schichten benachteiligenden Privilegien.

### Rang unter den Kronländern
1910 nahm das Herzogtum Steiermark von der Fläche Cisleithaniens, rund 300.700 km², 22.425 km² oder 7,5 % ein. Von den rund 30 Millionen Einwohnern Altösterreichs entfielen 1,44 Millionen oder 4,8 % auf die Steiermark. Das Kronland war damit flächenmäßig das viertgrößte und, was die Einwohnerzahl betraf, das fünftgrößte der im Reichsrat vertretenen Königreiche und Länder. (Die Gesamtmonarchie mit Ungarn und Bosnien-Herzegowina nahm 676.600 km² ein und verzeichnete 52,8 Millionen Einwohner, darunter auf 3,3 % ihrer Fläche 2,7 % Steirer.)

### Zerfall des Herzogtums Steiermark
Die Gegensätze zwischen deutschen und slowenischen Steirern wurden durch den Eintritt Italiens in den Ersten Weltkrieg auf der Seite der Gegner Österreich-Ungarns vorübergehend vermindert, da auch die Slowenen die Gebietsansprüche der Italiener abwehren wollten. Je länger der Krieg dauerte und je mehr sich Wirtschafts- und Versorgungslage verschlechterten und die Anzahl der Kriegsopfer wuchs, desto mehr nahm die Sehnsucht nach Frieden zu. Im von Kaiser Karl I. im Frühjahr 1917 wieder einberufenen Reichsrat gaben Abgeordnete aller Nationalitäten bekannt, welche politischen Ziele sie nach Kriegsende verfolgen würden. Es ging ihnen um politische Einheiten nach nationalen Aspekten; dynastische Loyalität oder altösterreichisches Staatsbewusstsein erschienen nicht mehr zeitgemäß. In diesen Bestrebungen waren die Tschechen führend, da der von ihnen geplante Staat durch ihre Exilpolitiker während des Krieges die Anerkennung der Triple Entente als Verbündeter erhalten hatte.
In Reaktion darauf bildeten am 21. Oktober 1918 (der militärische Zusammenbruch der Mittelmächte stand bevor) die deutschen Reichsratsabgeordneten in Wien die Provisorische Nationalversammlung, die am 30. Oktober 1918 die erste Regierung für Deutschösterreich wählte. Am 29. Oktober 1918 löste Krain seine Bindungen an die Monarchie, am 30. Oktober wurde der SHS-Staat proklamiert, dem sich die Untersteiermark und Krain anschlossen.
In Graz wurde ein „Wohlfahrtsausschuss“ gebildet, der sich um die Versorgung des Landes kümmerte. Eine provisorische Landesversammlung, die von den drei großen deutschen Parteien des Landes, Christlichsozialen, Sozialisten und Deutschnationalen, gebildet wurde, wählte eine neue Landesregierung, die ein schweres Amt übernahm.
Die Landesversammlung beschloss am 6. November 1918 unter Verweis auf das Selbstbestimmungsrecht der Völker einstimmig den Beitritt zu Deutschösterreich und hielt fest, dass „sich der andere im bisherigen Kronland mitseßhafte Volksstamm von dem bisher gemeinsamen Staate losgesagt, auf Grund des Selbstbestimmungsrechts der Völker mit seinen übrigen Volksgenossen ein eigenes nationales Staatswesen errichtet und dadurch auch die Gemeinschaft aller bisherigen Einrichtungen des Herzogtums Steiermark aufgelöst hat“.
Hungernd erlebte der Großteil der deutschsteirischen Bevölkerung die Ausrufung der Republik, die am 12. November 1918 erfolgte und dem Beschluss der Provisorischen Nationalversammlung zufolge mit dem Anschluss an die deutsche Republik verbunden sein sollte.

## Erste Republik (1918–1938)

Die 1919 beanspruchten Grenzen der Steiermark

Für die Steiermark als Bundesland der Republik Österreich (wie der Staat seit 21. Oktober 1919 auf Grund der Ratifizierung des Friedensvertrages von Saint-Germain genannt wurde) war die Demokratisierung der Landesverfassung eine der ersten Aufgaben. Die vollziehende Gewalt wurde der Landesregierung übertragen, die vom Landtag gewählt wurde und aus dem Landeshauptmann, zwei Stellvertretern des Landeshauptmannes und mehreren Landesräten bestand. Das allgemeine und gleiche Wahlrecht für Männer und Frauen und das Verhältniswahlrecht an Stelle des bisher geltenden Mehrheitswahlrechts wurden eingeführt. Die Bundesverfassung regelte 1920 die Befugnisse der Länder gegenüber dem Gesamtstaat. Aus der Verfassung der Monarchie wurde der Grundsatz der Selbstverwaltung der Gemeinden übernommen. Dabei fiel auch das Klassenwahlrecht in den Gemeinden weg und wich einer demokratischen Ordnung.

### Ungeklärte Frage der Südgrenze und Verlust der Untersteiermark

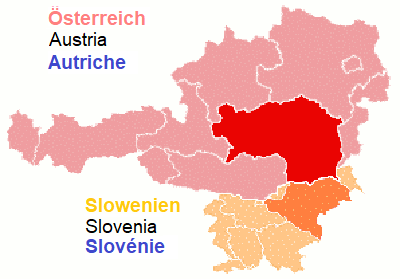
Lage des Herzogtums Steiermark in Österreich und Slowenien

Die provisorische Landesversammlung wollte die Festlegung der Südgrenze des Bundeslandes Verhandlungen mit den Slowenen bzw. dem zu schließenden Friedensvertrag überlassen und ging davon aus, dass das Draugebiet Österreich zufallen würde. Die Slowenen gingen allerdings unter dem bisherigen k.u.k. Major und nunmehrigen jugoslawischen General Rudolf Maister, der in Marburg an der Drau stationiert war, sofort daran, Fakten zu schaffen. Sich unter seinen Befehl stellende k.u.k. Truppenteile und slowenische Freiwillige besetzten die Untersteiermark, ohne bei der deutschsprachigen Minderheit wesentlichen Widerstand zu finden. Auch Spielfeld und Orte nördlich der Mur an der Bahn nach Radkersburg wurden besetzt, um die Nordgrenze des damaligen SHS-Staates, des späteren Jugoslawien zu sichern.
Eine größere Zahl deutschsprachiger Untersteirer und Beamten der Monarchie, die ihre Heimat anderswo hatten, verließen die slowenisch besetzten Gebiete und übersiedelte in die bei Österreich verbliebenen Gebiete; manche wurden auch vertrieben. In Radkersburg und Umgebung und auch in der Soboth gab es bewaffneten Widerstand gegen die Besetzung, was zur Folge hatte, dass die Gebiete bei der österreichischen Steiermark blieben.
Ein spezielles Problem stellte die überwiegend deutschsprachige Stadt Marburg dar, die mit ihren Nachbardörfern eine deutsche Sprachinsel bildete, die ungefähr 15 Kilometer südlich der neuen Staatsgrenze lag. Ein paar Wochen im November 1918 stellten die Marburger, allerdings vergeblich, sogar eine Bürgerwehr auf, um die Machtübernahme durch die Slowenen zu verhindern. Deutschösterreich beanspruchte die Stadt für sich und wollte auch den zwischen Marburg und der Südgrenze des deutschen Siedlungsgebiets liegenden, ca. 15 km breiten, slowenisch besiedelten Gebietsstreifen bei Österreich belassen sehen.
Bei einer Demonstration deutschsprachiger Bürger am 27. Jänner 1919 wurde auf die Demonstranten geschossen. Dabei wurden 13 deutsche Marburger Zivilisten getötet und rund 60 verwundet, was bei allen „deutschösterreichischen“ Untersteirern Entsetzen und Empörung auslöste, aber auch zu einer Einschüchterung der deutschösterreichischen Marburger führte.
Der Vertrag von Saint-Germain nahm auf deren Wünsche keine Rücksicht. Er ließ nicht nur die deutschen Sprachinseln unberücksichtigt, sondern sprach auch das rein deutschsprachige Abstaller Becken dem SHS-Staat, dem späteren Jugoslawien zu; deutschösterreichische Enklaven in Slowenien wurden nicht in Erwägung gezogen; die gesamte Untersteiermark verblieb nun auch völkerrechtlich bei Jugoslawien. Die österreichische Steiermark verkleinerte sich dadurch gegenüber dem früheren Herzogtum um 6.024 km² auf 16.401 km², das ist Rang 2 unter den später neun Bundesländern der Republik.
Im SHS-Staat wurde die Untersteiermark vorerst mit Krain zum Draubanat zusammengeschlossen. Heute bildet sie mit dem Namen Štajerska (= Steiermark) ungefähr das östliche Drittel Sloweniens.

### Traumata und wirtschaftliche Not
Für die Mehrheit der deutschsprachigen Österreicher war der Zerfall der großen k. u. k. Doppelmonarchie ein traumatisches Ereignis. Dem neuen Kleinstaat mangelte es von Anbeginn an Selbstbewusstsein. Große Teile der Bevölkerung und der Politiker befürworteten den Anschluss an Deutschland, der daher am 12. November 1918 zugleich mit der Erklärung Deutschösterreichs zur Republik beschlossen wurde.
In St. Germain unterschrieb Österreich (der Staatsname Deutschösterreich wurde von den Siegern nicht akzeptiert) aber, dass es auf Dauer selbstständig und von Deutschland unabhängig bleiben werde (das Deutsche Reich wurde im Vertrag von Versailles analog verpflichtet). In der Steiermark wurde der Deutschnationalismus bzw. in späteren Jahren der Nationalsozialismus dennoch ein bestimmender Faktor, was bereits 1921 den Versuch eines steirischen Alleingangs in der Anschlussfrage unter Landeshauptmann Anton Rintelen zur Folge hatte. Auf Druck der Alliierten Siegermächte musste die von Rintelen zu dieser Frage anberaumte Volksabstimmung jedoch abgesagt werden.
Dem Auseinanderfallen der Österreichisch-Ungarischen Monarchie folgten große wirtschaftliche Schwierigkeiten. Die Versorgung mit den lebensnotwendigen Gütern war unzureichend. Mit Hilfe von Aktionen in den neutral gebliebenen Ländern Schweiz, Niederlande und Schweden konnte der sogenannte „Schreckenswinter“ 1918/19 überstanden werden. Hinzu kam der Schwund des Geldwertes. Eine Hyperinflation zehrte alte Vermögen auf. Der Mittelstand, der es von jeher gewohnt war, seine Ersparnisse in Banken oder in Staatspapieren anzulegen, verarmte und mit ihm der Großteil der übrigen Bevölkerung. Erst als die Hungersnot gebannt und die Währung stabilisiert war – 1925 wurde der Schilling eingeführt – konnte die Wirtschaft wiederaufgebaut werden. Der folgende leichte wirtschaftliche Aufschwung dauerte nur bis 1929 und endete mit der Weltwirtschaftskrise.
Viele Sparten der steirischen Wirtschaft waren von der Weltwirtschaftskrise betroffen. Besonders stark spürten sie die steirische Eisenindustrie und der Braunkohlebergbau. Es kam zu Betriebseinschränkungen und Arbeiterentlassungen. Die schwerste Geißel der Zwischenkriegszeit war die Arbeitslosigkeit, die einen bis dahin unvorstellbar großen Umfang erreichte. Mit ihr wuchs die Not vor allem in den Industrieorten.
Trotz der materiellen Beschränktheit blühten die Wissenschaften. Die an den steirischen Hochschulen tätigen Wissenschaftler Fritz Pregl, Otto Loewi, Victor Franz Hess und der Atomphysiker Erwin Schrödinger erhielten den Nobelpreis. Der in Graz als Universitätsprofessor tätige Deutsche Alfred Wegener entdeckte die Kontinentaldrift.

### Wege zur Diktatur
Ab 1930 nahmen die politischen Spannungen zu. Die politischen Parteien umgaben sich mit paramilitärischen Verbänden. Es gab häufig Zusammenstöße. Die Heimwehr gewann vornehmlich unter der ländlichen Bevölkerung Anhänger, während die Arbeiterschaft der Industrieorte ein festes Bollwerk der Sozialdemokratie bildete. Der Republikanische Schutzbund war die paramilitärische Organisation der Sozialdemokraten. Im September 1931 versuchte die Heimwehr unter dem Judenburger Rechtsanwalt Walter Pfrimer einen Putsch, der aber sehr rasch zusammenbrach. Pfrimer wurde wegen Hochverrats angeklagt, jedoch freigesprochen. Auch die Nationalsozialisten begannen sich nach 1930 immer stärker bemerkbar zu machen. Bei den Gemeinderatswahlen 1932 konnte die NSDAP ihren Stimmenanteil gegenüber 1928 bereits versechsfachen. Die ab Juni 1933 illegale NS-Bewegung war in keinem anderen österreichischen Bundesland so stark verankert wie in der Steiermark.
Nachdem der christlichsoziale Bundeskanzler Engelbert Dollfuß 1933 eine Parlamentskrise benützt hatte, um eine autoritäre Ständestaatregierung zu installieren, brach der Aufstand der Sozialdemokraten im Februar 1934 offen aus. Davon war auch die Steiermark stark betroffen, wo sozialdemokratische Arbeiter in Graz und in den obersteirischen Industriestädten den Generalstreik ausriefen und zu den Waffen griffen. Der Kampf kostete auf beiden Seiten zahlreiche Todesopfer, die durch das harte Strafgericht der siegreichen Vaterländischen Front noch zahlreicher wurden. So wurde auch der steirische Arbeiterführer Koloman Wallisch von einem Standgericht zum Tod verurteilt. Insgesamt kamen in der Steiermark beim Februaraufstand 1934 59 Personen ums Leben; die Sozialdemokratische Arbeiterpartei wurde nun verboten.
Nach der „Machtergreifung“ in Deutschland im Jahre 1933 nahm die nationalsozialistische Propaganda im Land ständig zu. Wie im gesamten Bundesgebiet setzte die NSDAP auch in der Steiermark Gewaltakte ein. Sprengstoffanschläge wechselten mit Hakenkreuzmalereien. Beim Juliputsch 1934 gab es einerseits den Überfall auf das Bundeskanzleramt in Wien und die Ermordung von Dollfuß und andererseits, davon ausgelöst, den NS-Aufstand in mehreren Bundesländern, der praktisch autonom ablief.
Bei diesem Aufstand überfielen die österreichischen Nationalsozialisten in vielen steirischen Orten Gendarmerieposten, Postämter und sonstige öffentliche Einrichtungen und verhafteten politische Gegner. Nach einem Tag brach die Aufstandsbewegung, nach Einsatz des Bundesheeres, zusammen. Es gab in ganz Österreich auf beiden Seiten insgesamt 223 Todesopfer, davon 96 in der Steiermark. Zwei Putschisten aus dem Ennstal wurden hingerichtet. Ungefähr 13.000 bis 15.000 Aufständische wurden zumindest vorübergehend verhaftet. Manche davon wurden längere Zeit inhaftiert, viele davon wurden im Anhaltelager Wöllersdorf festgehalten. Dort waren seit Februar 1934 viele Sozialdemokraten interniert. Viele Teilnehmer am Naziputsch flüchteten ins Ausland, und zwar vorwiegend nach Deutschland und Jugoslawien.
Nun wurde in Österreich auch die NSDAP verboten.
Die weitere politische Entwicklung der Steiermark wurde von außen bestimmt. Durch die Zusammenarbeit des Deutschen Reiches mit dem faschistischen Italien hatte Österreich nur wenig Möglichkeit zu einer eigenständigen Politik. Österreich war politisch zutiefst gespalten, lebte seit 1933/34 unter der austrofaschistischen Diktatur und kam aus der Wirtschaftskrise nicht heraus, während Deutschlands Kriegswirtschaft boomte. 1938 betrug die Zahl der statistisch erfassten Arbeitslosen in Österreich 401.000. Dazu kam die „unsichtbare“ Arbeitslosigkeit, die vom Institut für Konjunkturforschung auf 300.000 geschätzt wurde. Ende Jänner 1938 dürfte es in Österreich rund 700.000 Arbeitslose gegeben haben: mehr als 20 Prozent der Erwerbstätigen.

### Anschlussbestrebungen
Der „Anschluss“ Österreichs an das Deutsche Reich war eines der erklärten Ziele Adolf Hitlers. Die scheinbar aussichtslose politische und wirtschaftliche Situation Österreichs hatte der tief verwurzelten Idee des Anschlusses an Deutschland Auftrieb gegeben. Schon in den Jahren vor dem Anschluss wurde die illegale NSDAP zu einer Massenbewegung: Arbeiter, Kleinbürger, Bauern, Landarbeiter und Studenten waren dabei. Im Februar 1938 verstärkte Hitler den Druck auf die österreichische Regierung Schuschnigg. Diese hob das Parteiverbot für die österreichischen Nationalsozialisten auf, und zwei Nationalsozialisten wurden als Regierungsmitglieder aufgenommen, darunter Arthur Seyß-Inquart als Innen- und Sicherheitsminister.
Besonders in der Steiermark erprobten SA und HJ die Grenzen der neuen Möglichkeiten, die ihnen die Tatsache bot, dass Österreichs Polizei nunmehr einem nationalsozialistischen Minister unterstand.
Am 19. Februar 1938 zog in Graz ein riesiger Fackelzug, das Versammlungsverbot ignorierend, mit Hakenkreuzfahnen durch die Straßen. Die Universität und die Technische Hochschule mussten wegen umfangreicher nationalsozialistischer Kundgebungen geschlossen werden. … Am 21. Februar erteilte SA-Brigadeführer Sigfried Uiberreither den Befehl zur Bereitschaft. Am 24. Februar 1938 betonte Schuschnigg vor der Bundesversammlung die Pflicht, mit allen ihren Kräften die unversehrte Freiheit und Unabhängigkeit des österreichischen Vaterlandes zu erhalten.

### Graz, „Stadt der Volkserhebung“
Am gleichen Tag fand in Graz statt, was die Nationalsozialisten bald „Volkserhebung“ nannten.
Dem Aufruf der Grazer NS-Führung, die Häuser mit Hakenkreuzfahnen „zu schmücken“, kamen viele nach. Tausende Nationalsozialisten besetzten den Grazer Hauptplatz und nötigten den Bürgermeister, auch am Rathaus die Hakenkreuzfahne zu hissen. Dies brachte Graz später die NS-Bezeichnung „Stadt der Volkserhebung“ ein.
Ende Februar wurden Bundesheereinheiten in der Steiermark gegen NSDAP-Übergriffe eingesetzt. Amtlichen Berichten zufolge wollten Schüler erst dann wieder die Schule besuchen, wenn ihnen der Hitlergruß erlaubt wäre, was am 1. März 1938 geschah.
Die Machtübernahme auf lokaler Ebene setzte örtlich schon mit dem Bekanntwerden der Aussetzung der für den 13. März geplanten Volksbefragung ein, den endgültigen Anstoß gab aber erst die Radiorede von Bundeskanzler Schuschnigg um 19.47 Uhr.
1942 schrieb Otto Reich von Rohrwig, schon am Abend des 10. März 1938 hätten nationalsozialistische Massen die Grazer Innenstadt durchzogen. SA-Uiberreither sei entschlossen gewesen, am Abstimmungstag die Wahllokale blockieren zu lassen.
Am 11. März 1938 wurden in Graz die Geschäfte um 12 Uhr geschlossen; das Bundesheer bezog an wichtigen Punkten Position. Am Abend, als die Ständestaatsregierung Schuschnigg zurücktrat, Sicherheitsminister Arthur Seyß-Inquart aber im Radio erklärte, im Amt zu bleiben, übernahmen in Graz die heimischen Nationalsozialisten die Macht. Nach Hochfellner haben 60.000 bis 70.000 Menschen die Machtübernahme auf dem Hauptplatz gefeiert.
Am 12. März um 1.30 Uhr trat Landeshauptmann Rolph Trummer zurück; der Nationalsozialist Sepp Helfrich übernahm das Amt und übte es bis 22. Mai 1938 aus, als Uiberreither von Hitler zum Gauleiter und Landeshauptmann ernannt wurde.
Am 12. März 1938 wurde Österreich von der Wehrmacht besetzt. Auf breiter Front rückten ab 8 Uhr deutsche Truppen ein. Gleichzeitig setzte eine Verhaftungswelle ein.

## NS-Herrschaft 1938–1945

### Der „Anschluss“ und seine Folgen
Als Auftakt zu seiner Propagandareise durch Österreich für die „Volksabstimmung“ über den bereits vollzogenen „Anschluss“ besuchte Hitler am 3. und 4. April 1938 Graz. Die im Radio übertragene Veranstaltung fand vor 30.000 Personen in der Montagehalle einer Waggonfabrik statt, die aufgrund der Weltwirtschaftskrise bereits einige Jahre stillgelegt war. Anschließend fuhr Hitler unter dem Jubel seiner Anhänger in einem Triumphzug durch die Straßen von Graz. An der 4,3 Kilometer langen Route standen unter anderen Zehntausende Steirer, die, von der NSDAP organisiert, mit Sonderzügen, Autobussen und Lastkraftwagen in die Landeshauptstadt gekommen waren, um den „Führer“ zu sehen.
Über die Bürger, die nicht jubelten, sagte Bruno Kreisky 1988: …die mehreren waren im Dunkeln. Die waren entweder auf ihren Feldern oder sie haben in den Kirchen gebetet oder sie haben zu Hause geweint – sie waren jedenfalls nicht sichtbar. Aber sie waren in der Mehrheit. Darüber gibt es gar keinen Zweifel.
Dies entsprach späteren Schätzungen der Gestapo, die etwa ein Drittel der Österreicher als Anhänger des Dritten Reichs einschätzte, ein Drittel als neutral und ein Drittel als Regimegegner.
Maßnahmen, die bereits vor der Abstimmung wirksam oder angekündigt wurden, verstärkten die Zustimmung zum NS-Regime: Volksausspeisungen, Neueinstellungen in Industrie und Wirtschaft, Lohnerhöhungen, Entschuldungen und Kreditaktionen für die Bauern, Ehestandsdarlehen und Kinderbeihilfen, Freizeit- und Ferienaktionen und anderes mehr. Nach Jahren der Wirtschaftskrise und der Ständestaatsdiktatur, die vor allem sparen wollte, kam diese Politik gut an.
(Dass das Deutsche Reich damals bereits Schulden machte, die nur durch Kriegsgewinne zurückzahlbar gewesen wären, und die Rücklagen der Österreichischen Nationalbank dringend benötigte, blieb den meisten Menschen verborgen.)
Bei der „Volksabstimmung“ am 10. April 1938 war es üblich, die Stimmen für Hitler offen abzugeben und keine Wahlzelle aufzusuchen. Laut amtlichem Endergebnis stimmten 99,87 % der stimmberechtigten Steirer für den Anschluss; 40.000 Personen waren vom Stimmrecht ausgeschlossen. Zu den Ausgeschlossenen zählten alle politisch Inhaftierten, die Juden und andere rassisch diskriminierte Gruppen wie die Zigeuner. Auf Plakaten der neuen Machtinhaber wurde darauf hingewiesen; allen, die widerrechtlich an der Abstimmung teilnehmen sollten, wurden Arreststrafen angedroht.
Am 1. April 1938 fand der erste Transport, der Prominententransport, von Gegnern des Nationalsozialismus aus Österreich ins KZ Dachau statt. Darunter befand sich der steirische Politiker und spätere ÖVP-Bundeskanzler Alfons Gorbach. Im Mai wurden zum „Schutz des deutschen Blutes und der deutschen Ehre“ die Nürnberger Rassegesetze, die in Deutschland seit 15. September 1935 in Kraft waren, auch in Österreich wirksam. Die Judenverfolgung hatte gleich im März 1938 mit Demütigungen der etwa 3.000 Personen umfassenden jüdischen Steirer und vorerst „wilden Arisierungen“ jüdischen Eigentums eingesetzt: „Arische“ Nachbarn oder Konkurrenten bemächtigten sich jüdischer Geschäfte, Wohnungen und Autos.
Die Landesregierung wurde im Frühjahr 1938 durch einen nur an Weisungen aus Berlin gebundenen Landeshauptmann ersetzt; dies war Sigfried Uiberreither, gleichzeitig Gauleiter der NSDAP und zumeist mit diesem Titel bezeichnet. Dem Land Steiermark wurde mit 15. Oktober 1938 das südliche Burgenland angegliedert, während das Ausseer Land, das durch mehr als 800 Jahre mit der Steiermark verbunden gewesen war, zu Oberösterreich, ab 1939 Gau Oberdonau, gelangte. 1939 wurden die verbliebenen ehemals österreichischen Länder mit dem Ostmarkgesetz in Reichsgaue mit einem Reichsstatthalter an der Spitze umgewandelt, der zumeist gleichzeitig NSDAP-Gauleiter war. (Der Begriff Österreich verschwand weitestgehend.)
Durch die Eingliederung der steirischen Wirtschaft in die deutsche Rüstungsplanung sowie durch die Verpflichtung der jungen Männer zum Reichsarbeitsdienst und zum Militärdienst konnte die Massenarbeitslosigkeit rasch überwunden werden. Eine Entschuldungsaktion für die Bauern festigte die finanzielle Lage der Bauernhöfe und bewahrte Tausende vor der Zwangsversteigerung.
Die nationalsozialistischen Machthaber waren bestrebt, jede Kritik und jeden Zweifel an der Richtigkeit ihrer Maßnahmen und Befehle schon im Keim zu ersticken. Ein Beispiel dafür sind die schweren Strafen für bis dahin unbekannte Delikte wie Feindsender hören, Wehrkraftzersetzung und Vergehen gegen das Heimtückegesetz, oder die Volksschädlingsverordnung. Jede Skepsis, die (auch nur im Familienkreis) gegen die NSDAP, ihre Vertreter oder die Wehrmacht geäußert wurde, konnte dank Spitzelwesen und Denunziantentum schlimme Folgen haben.
Über 10,5 % der im Gau Steiermark (ohne Untersteiermark) lebenden „Volksgenossen“ waren im Jahr 1942 NSDAP-Mitglieder, also „Parteigenossen“, wie dies im NS-Jargon hieß. Diese Mitgliederanzahl entsprach 15,5 % aller österreichischen Nationalsozialisten. Mit 30.530 Illegalen, also Mitgliedern, die schon vor 1938 Parteigenossen waren, hatte die Steiermark nach Kärnten den höchsten Anteil aller Bundesländer.
In dem seinerzeit auch „Reichskristallnacht“ genannten Novemberpogrom vom 9. November 1938 wurden die Grazer Synagoge und die jüdische Zeremonienhalle zur Gänze zerstört. 1934 hatten 1720 Personen der Israelitischen Kultusgemeinde angehört, das waren 1,1 % der Grazer Gesamtbevölkerung. Auf Grund des ausgeübten Terrors emigrierten von März bis November 1938 417 jüdische Grazer allein nach Palästina. In Graz verbliebene Juden mussten in der Folge nach Wien übersiedeln, von wo aus später ihre Deportation ins KZ Theresienstadt erfolgte. Im März 1940 galten Graz und die Steiermark als „judenrein“.
Um den Einfluss der Katholischen Kirche weitestgehend zurückzudrängen, wurden zahlreiche Maßnahmen ergriffen, wie etwa die Schließung der katholischen Privatschulen, Enteignung von Klosterbesitz, wie in Admont, Seckau, Vorau, Rein und St. Lambrecht, und die Schließung der Theologischen Fakultät an der Universität Graz. Der Religionsunterricht wurde zum Freifach erklärt. Die Finanzierung der Kirche erfolgte nicht mehr von Seiten des Staates, sondern durch Kirchenbeiträge der Gläubigen. Die nunmehr verpflichtende standesamtliche Eheschließung machte Brautleute von der Kirche unabhängig (Österreich hatte auch die kirchliche Trauung anerkannt). Amtliche Ehescheidungen wurden auch für Katholiken möglich. Die Zweite Republik Österreich übernahm 1945 sowohl die Kirchenbeitragsregelung als auch die standesamtliche Eheschließung in ihren Rechtsbestand.

### Zweiter Weltkrieg
Mit 1. September 1939 begann der Zweite Weltkrieg. Nun wurden die Lebensumstände der Menschen immer mehr von den Notwendigkeiten des Krieges bestimmt. Bis 1940/41 gab es laut Neugebauer wegen der Überwindung der Massenarbeitslosigkeit, der kriegslosen Annexion Tschechiens und der folgenden „Blitzkriege“ (z. B. ansatzlose Niederwerfung Polens in nur sechs Wochen) über die Parteimitglieder hinaus Zustimmung zum NS-System.
Dieser Zustimmung stand unauffälliger Widerstand gegenüber, der von einigen jener geleistet wurde, die die Aggressionskriege nicht unterstützten wollten. Die Gestapo konnte Eisenbahner-Sabotageaktionen in der Steiermark erst 1941 beenden; bis dahin wurden Waggons mit Ladungen für Wehrmachtszwecke oft „irrtümlich“ mit falschen Zielangaben versehen usw. usf. Zentren dieses Widerstandes, zu dem auch absichtliche Fehler bei Montagearbeiten an Fahrzeugen gehörten, waren die Hauptwerkstätte Knittelfeld und die Bahnknotenpunkte Leoben und Bruck an der Mur.
Als 1941 nach dem stockenden deutschen Überfall auf die Sowjetunion die Kriegserklärung Deutschlands und Italiens an die Vereinigten Staaten folgte, sich der Feldzug im Osten 1942/43 mit der Schlacht von Stalingrad in einen schrittweisen Rückzug wandelte und immer mehr für Führer, Volk und Vaterland Gefallene zu beklagen waren, wurde die NS-Begeisterung deutlich schwächer. Das Regime instrumentalisierte nun auch die Angst vor der Rache der siegreichen Russen, um die Menschen bei der Stange zu halten, und sprach vom totalen Krieg.
Soldaten aus der Steiermark kämpften bei allen Einheiten und an allen Fronten. Verstärkt wurden Steirer bei den Gebirgsjägern eingesetzt.

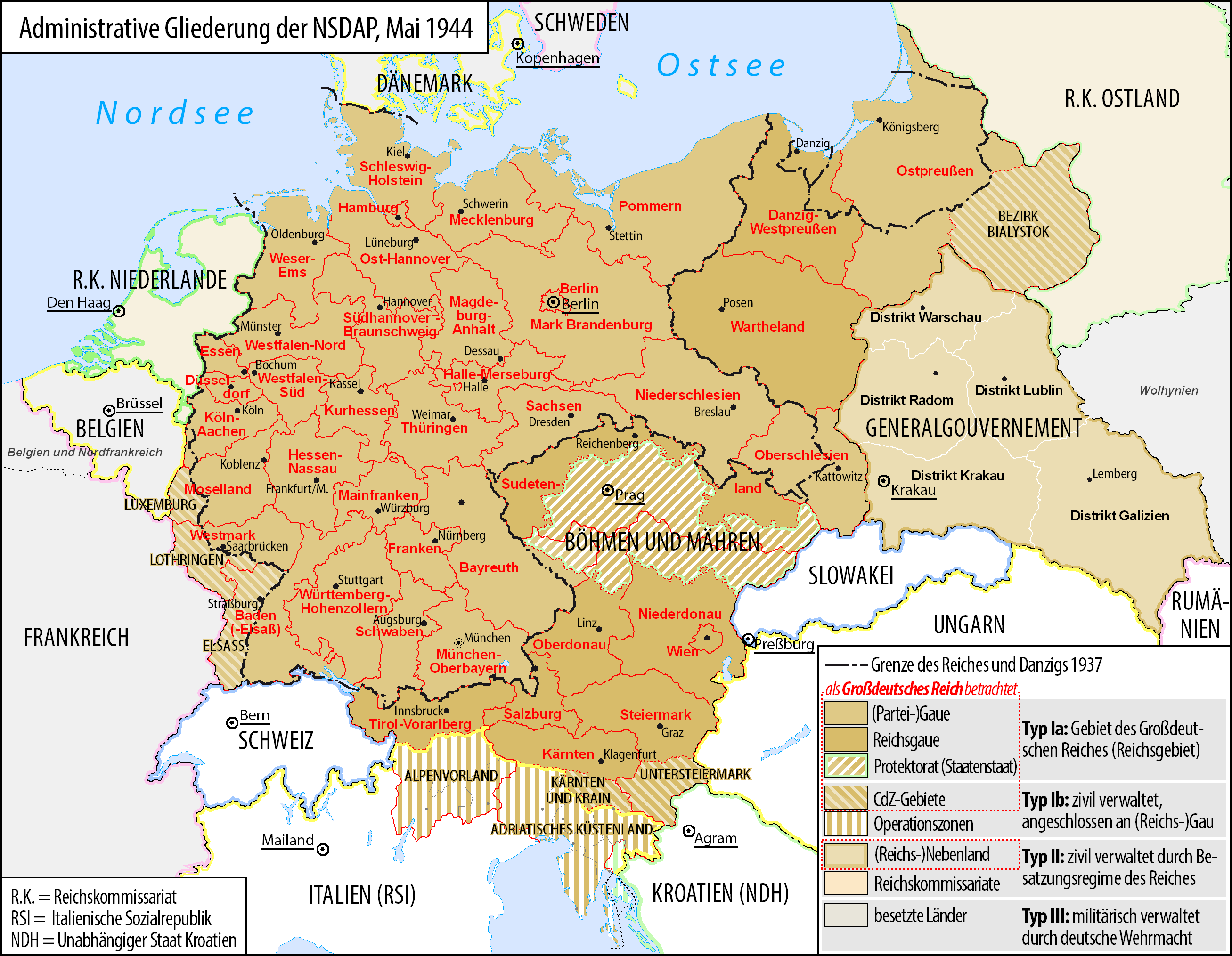
Der Gau Steiermark im Großdeutschen Reich

### Die Untersteiermark in NS-Deutschland
Anfang April 1941 eroberte die Wehrmacht im Balkanfeldzug Jugoslawien, das von Italien und Deutschland besetzt und aufgelöst wurde. Die Untersteiermark und Teile von Oberkrain kamen zum Deutschen Reich. Die Untersteiermark wurde nicht direkt an den Reichsgau Steiermark angeschlossen, sondern wurde als „CdZ-Gebiet Untersteiermark“ geführt (CdZ = Chef der Zivilverwaltung). Hitler setzte den steirischen Gauleiter Uiberreither zusätzlich als Chef der Zivilverwaltung für die Untersteiermark ein.
Dort begann eine rigorose Germanisierungspolitik. Nach der Verhaftung der slowenischen Führungsschicht und der Auflösung der slowenischen Vereine und Kulturorganisationen wurden tausende Slowenen nach Serbien, Kroatien und ins „Altreich“ umgesiedelt. Weiters wurden schon im Mai 1941 zirka 1200 jüngere Lehrer aus der Steiermark zum Einsatz in der Untersteiermark abkommandiert und es wurde Deutsch an Stelle von Slowenisch als Unterrichtssprache an etwa 400 Schulen eingeführt. Slowenen durften, bis auf wenige Ausnahmen, nicht mehr als Lehrer tätig sein.
Die rücksichtslose Germanisierungspolitik führte bald zu slowenischen Gegenaktionen wie passivem Widerstand, Sabotage und Anschlägen. Diese Reaktionen beantwortete das NS-Regime mit Terror, wie zum Beispiel der Erschießung von Gefangenen, deren Namen zur Abschreckung im ganzen Land plakatiert wurden. Mit der Fortdauer des Krieges bekamen die Partisanen ständig mehr Zulauf. Die deutsche Minderheit der Untersteiermark bezahlte, auch soweit sie in die barbarische Germanisierungspolitik des NS-Regimes nicht involviert war, nach dem Krieg mit ihrer summarischen Vertreibung und Enteignung, persönlichen Verfolgungen, Inhaftierungen, Folterungen und Ermordungen, die vom an die Macht gekommenen Tito-Regime veranlasst bzw. geduldet wurden.

### Der Weg zu Befreiung, Niederlage, Zusammenbruch
Ab August 1943 hatten die Alliierten eine zweite Luftfront von Süditalien aus errichtet. Damit war auch die Steiermark für die alliierten Bombenflugzeuge erreichbar. Die ersten schweren Bombenangriffe auf Graz erfolgten ab 18. Februar 1944 und dann laufend in unregelmäßigen Abständen. Mit Juli 1944 wurde das gesamte öffentliche Leben auch in der Steiermark den Erfordernissen der totalen Kriegsführung angepasst.
Besonders schwere Bombenangriffe erfolgten am 16. Oktober 1944 auf Graz und Zeltweg. Am 1. November 1944 wurde die Grazer Oper von Bomben beschädigt. Am 6. November gab es schwere Bombenangriffe auf Kapfenberg und Judenburg, am 17. November auf Graz, am 11. Dezember wieder Bombenangriffe auf Graz, Bruck an der Mur und Donawitz und am 25. Dezember 1944 wieder auf Graz. Am 23. Februar 1945 wurde das Stadtzentrum von Knittelfeld von Bombern vernichtet. Am stärksten in Erinnerung waren den Grazern die verheerenden Bombenangriffe zu Allerheiligen 1944 und am Ostersonntag 1945.
Allein auf Graz wurden in 56 Angriffen insgesamt 29.000 Bomben abgeworfen, die 7.800 Gebäude und 20.000 Wohnungen zerstörten. Das Aktionsgebiet der Partisanen aus dem jugoslawischen Gebiet erstreckte sich 1944/45 auch auf das Koralpengebiet in der Weststeiermark. Die Ermordung von fünf Partisanen in einem Lager des Reichsarbeitsdienstes wurde im Grazer Partisanenmordprozess behandelt.
Anfang 1945 waren in der Oststeiermark Tausende ungarische Juden als Zwangsarbeiter eingesetzt, um beim Südostwall zur Verteidigung gegen die heranrückende Rote Armee mitzuarbeiten. Danach wurden sie in einem mehrteiligen Elendszug in das Konzentrationslager Mauthausen getrieben. Bei diesen Todesmärschen kamen viele entkräftete Juden, die von den Begleitmannschaften brutal behandelt wurden, zu Tode. Am 7. April 1945 ereignete sich am Präbichl ein Massaker. Angehörige des Eisenerzer Volkssturms schossen wahllos in eine Marschkolonne der erschöpften Juden. Das Massaker kostete 200 Juden das Leben. Im Juni 1946 wurden zehn Mann, die für die Erschießungen für schuldig befunden wurden, in den drei Eisenerz-Prozessen gerichtlich zum Tode verurteilt und hingerichtet.
Am 29. März 1945 überschritten Sowjetsoldaten der 3. Ukrainischen Front bei Klostermarienberg (Burgenland) nördlich des Geschriebensteins die Grenze von Ungarn zum Reichsgau Steiermark.
Der Kommandierende General des Wehrkreises XVIII General der Gebirgstruppe Julius Ringel ließ Ende März zahlreiche Ersatz- und Ausbildungseinheiten in Form von Alarmverbänden an die Reichsgrenze sowie an den Semmering verlegen, darunter auch viele aus der Steiermark. Während die Einheiten, die in den Bezirk Oberwart entsandt wurden, am 5. April beim Angriff der 26. sowjetischen Armee weitestgehend verloren gingen, konnten die im Semmering-Gebiet eingesetzten Verbände, welche in den letzten Kriegswochen zur 9. Gebirgs-Division zusammengefasst wurden, den Durchbruch der Roten Armee in die Steiermark aus Richtung Nordosten verhindern.
Die raschen Vorstöße weiterer sowjetischer Einheiten (XXX. Schützen-Korps der 26. Armee, ab 12. April auch das V. Garde-Kavallerie-Korps) im Norden der Oststeiermark zielten darauf hin, das Mürztal zu erreichen, um die östlich und nordöstlich von Graz an der Lafnitz kämpfende 6. Armee ein drittes Mal in diesem Krieg zu vernichten. Mit einer lokalen Gegenoffensive durch die vom Balkan auf der Südbahn herangeführte 117. Jäger-Division und Verbände der 1. Panzer-Division und der 1. Volks-Gebirgs-Division konnten die sowjetischen Kavallerie- und Schützen-Verbände wieder in Richtung alter steirisch-burgenländischen Landesgrenze zurückgedrängt werden.
Bei diesen Kämpfen wurde oft zäh und blutig um einzelne Stellungen und Ortschaften gerungen. Mehrere oststeirische Orte wurden dabei schwerst zerstört, Gehöfte brannten nieder und wurden geplündert.
Zwei ausländische SS-Divisionen (5. SS-Panzer-Division 'Wiking' und 14. Waffen-Grenadier-Division der SS) kämpften südöstlich von Graz, um einen zweiten gefährlichen sowjetischen Vorstoß, der über Feldbach zielte, zum Stehen zu bringen.
Da die Sowjets im Laufe des Aprils ihre Ziele in der Steiermark als erreicht ansahen, aber es noch galt, ihre Interessensphäre in der damaligen Tschechoslowakei zu festigen, kam es in den letzten Aprilwochen zu einer Nord-Verschiebung der sowjetischen Kräfte, so dass sich die militärische Lage in der Steiermark allmählich beruhigte.
Militärisch sinnlos war die Mobilisierung von Einheiten des Volkssturms, da diese der sowjetischen Offensive nichts Wesentliches entgegensetzen konnten. Am 7. Mai 1945 ordneten die deutschen Heerführer Rückzugsbewegungen an. Gleichzeitig war in Reims die bedingungslose Kapitulation der Wehrmacht unterzeichnet worden. Der Zweite Weltkrieg war zu Ende. In der Untersteiermark übernahm sofort wieder Jugoslawien die Macht.
Die Eroberung durch die Rote Armee und die anderen Alliierten bewirkte die Befreiung vom NS-Regime. Übergriffe der Besatzer trugen allerdings dazu bei, dass sich viele Menschen nicht befreit fühlten. Wer noch auf den „Endsieg“ gehofft hatte, den das Regime auch in längst aussichtsloser Lage noch versprochen hatte, erlebte das Kriegsende als katastrophale Niederlage. Da es schwer war (und ist), sich eine totale Niederlage einzugestehen, wurde weithin der Begriff „Zusammenbruch“ verwendet, der dem Faktum den Charakter eines Naturereignisses gab und gut zum in der Folge angesagten „Wiederaufbau“ passte.
Letztlich aber haben es doch auch die meisten Österreicher mit Erleichterung aufgenommen, dass der schreckliche Krieg endlich vorbei war, wenn auch viele besorgt waren, was die Zukunft bringen würde. Nach Kriegsende wollten die meisten Österreicher, die erfuhren, dass sie 1943 in der Moskauer Deklaration als „erstes Opfer“ Hitlerdeutschlands bezeichnet worden waren, mit Deutschland und seiner historischen Schuld nichts mehr zu tun haben. (Die Opferthese, man sei nicht Mittäter, sondern Opfer des NS-Regimes gewesen, wurde erst in den 1980er Jahren erschüttert.)
Die Bilanz der sieben Jahre NS-Herrschaft war für die Steiermark, dass 27.900 steirische Soldaten gefallen waren und 12.400 Soldaten dauernd vermisst blieben, dass 9.000 Zivilisten bei Luftangriffen und Kriegshandlungen starben und dass 10.800 Steirer aus politischen oder „rassischen“ Gründen hingerichtet wurden, in Zuchthäusern, Gefängnissen und KZs starben oder ermordet wurden, darunter 2.500 jüdische Steirer und 300 Zigeuner.

## Wiederaufbau 1945–1955
Am 8. Mai 1945 wurde eine provisorische steirische Landesregierung gebildet, bei der der Sozialist Reinhard Machold die Funktion des provisorischen Landeshauptmannes übernahm. In der Nacht zum 9. Mai marschierte die Rote Armee in Graz ein, übernahm faktisch die Regierungsgewalt und besetzte in den folgenden Tagen einen Großteil der Steiermark. Nur das obere Murtal bis Judenburg wurde von den Briten besetzt und das obere Ennstal von den Amerikanern. Die zehn Wochen dauernde sowjetische Besatzung blieb den Steirern mehr in Erinnerung als die zehn Jahre dauernde britische Oberaufsicht. Die Übergriffe der sowjetischen Soldaten prägen noch heute die Erinnerung an die Rote Armee. Plünderungen, Brandschatzungen und Demontagen ganzer Fabriken verursachten einen riesigen materiellen Schaden.

Alliierte Besatzungszone in Österreich

Auf Grund einer Vereinbarung der vier Besatzungsmächte wurden am 24. Juli 1945 die Briten die Besatzungsmacht in der Steiermark, mit Ausnahme des Ausseerlandes (Gerichtsbezirk Bad Aussee), das bis Ende Juni 1948 bei Oberösterreich und damit in der amerikanischen Zone verblieb. Die Übernahme durch die Briten wurde von der Bevölkerung sehr positiv gesehen. In der Anfangsphase ging politisch nichts ohne den britischen Hochkommissar.
Die ausreichende Versorgung der steirischen Bevölkerung mit den notwendigen Lebensmitteln war ein großes Problem. Hatte diese während des Krieges noch halbwegs funktioniert, so waren nunmehr die Menschen von einer echten Hungersnot bedroht. Die Steiermark blieb noch lange ein ausgehungertes Land. Viele versuchten bei den Bauern auf dem Land oder am Schwarzmarkt Nahrungsmittel, meist im Tauschhandel, zu ergattern, was schwer genug war. Hilfslieferungen aus dem Ausland linderten die Not ein bisschen. Der Alltag aber blieb vorläufig ein Lebenskampf. Zusätzlich zur einheimischen Bevölkerung mussten zu Kriegsende auch noch etwa 300.000 Displaced Persons und Vertriebene, die aus dem Sudetenland, dem Banat, Syrmien, Siebenbürgen, Slawonien, der Batschka, der Woiwodina, der Gottschee und Slowenien stammten, versorgt werden. Deren Zahl betrug ein Jahr nach Kriegsende noch immer 76.000. Sie waren zumeist in sogenannten Displaced-Persons-Lagern untergebracht.
Hunderttausende Soldaten der geschlagenen Wehrmacht gerieten nach Ausrufung des Waffenstillstandes in Kriegsgefangenschaft, die bei sowjetischen Kriegsgefangenen oft jahrelang dauerte.
Die Niederlage des Nationalsozialismus führte bei den meisten Nazis zu einer Distanzierung vom nationalsozialistischen Gedankengut. Die militärische Niederlage, die Bombenschäden, die zuweilen recht lange Kriegsgefangenschaft, die Verhaftung und zum Teil jahrelange Internierung zahlreicher Nazis in den Lagern Glasenbach und Wolfsberg und weitere „Sühnefolgen“ wurden als Strafe und Sühne für frühere Begeisterung verstanden.
Darüber hinaus hatte das Erlebnis einer unmenschlichen Diktatur die Demokratie um vieles attraktiver gemacht.
Nur eine kleine Minderheit blieb unbelehrbar und war nach wie vor der Meinung, dass nur Verrat und Spionage zur Niederlage des Deutschen Reiches geführt hätten, und taten die Berichte über die Konzentrationslager und die Ermordung von Millionen Juden, Roma und Sinti als Propaganda der Siegermächte ab. Für die große Mehrheit der Bevölkerung war der Wunsch nach einem Anschluss an Deutschland, der in den vorangehenden hundert Jahren auch in der Steiermark einen hohen Stellenwert hatte, endgültig tot.
Am 25. November 1945 fanden in ganz Österreich Wahlen für den Nationalrat, die Landtage und die Gemeindevertretungen statt. Die Wahlbeteiligung bei der Landtagswahl in der Steiermark lag bei 94 %. Die ehemaligen NSDAP-Angehörigen waren von diesen Urnengängen ausgeschlossen.
Die Österreichische Volkspartei stellte nach der Wahl den Landeshauptmann. Die Kommunisten bekamen nur 5 % der Stimmen, weil sie mit den Exzessen der Roten Armee in Zusammenhang gebracht wurden. In den folgenden Jahren arbeiteten die Politiker der ÖVP und der SPÖ gut zusammen, was in dieser schwierigen Zeit sehr wichtig war. Erster gewählter Landeshauptmann wurde 1945 Anton Pirchegger. Im Juli 1948 wurde der ÖVP-Politiker Josef Krainer zum Landeshauptmann gewählt. Er blieb 23 Jahre lang in dieser Funktion und wurde zu einer Symbolfigur des Wiederaufbaues der Steiermark.
Trotz der prekären Situation herrschte allgemein die Zuversicht, dass es gelingen würde, das Land erfolgreich aufzubauen. In den ersten Monaten nach dem Waffenstillstand bestand kaum eine Verbindung der Steiermark mit dem übrigen Österreich, geschweige denn mit dem Ausland. Erst ganz allmählich wurde sie wiederhergestellt. Der notwendige Wiederaufbau der Industrie war nicht nur eine Angelegenheit des Fleißes und des guten Willens, sondern mehr noch eine Frage der Kapitalbeschaffung. Durch die Verstaatlichungsgesetze wurden viele große Industriebetriebe und die großen Banken in den Besitz des Staates übergeführt, aber auch dem fehlte das notwendige Kapital. Es war daher für die weitere Entwicklung entscheidend, dass die USA im Rahmen des Marshallplanes die notwendigen Geldmittel zur Verfügung stellten. Damit konnten der Erzberg, die verschiedenen Eisen- und Stahlwerke, viele sonstige Bergbau- und Industriebetriebe, die stark beschädigten Verkehrsanlagen, aber auch die Land- und Forstwirtschaft wieder aufgebaut und modernisiert werden. Damit wurden die Grundlagen für die erfolgreiche Wirtschaftsentwicklung geschaffen.
Das Stadtgebiet von Graz und auch das anderer steirischer Städte war noch Jahre nach Kriegsende von vielen Bombenruinen geprägt. Trotzdem war es beachtlich, dass in zirka fünf bis zehn Jahren nach Kriegsende fast alle Bombenruinen repariert oder durch Neubauten ersetzt waren.
Nach dem Abschluss des Österreichischen Staatsvertrages verließen im September 1955 die letzten britischen Besatzungssoldaten mit ihren Familien die Steiermark.

## Seit 1955
In den ersten Jahren nach dem Staatsvertrag waren die süd- und oststeirischen Bezirke aufgrund ihrer Lage am Eisernen Vorhang in ihrer Entwicklung beeinträchtigt, da es kaum einen Kontakt oder Warenaustausch mit den jugoslawischen und ungarischen Nachbarn gab.

### Industrie
Bis zirka 1970 bestimmte die Stahl- und Eisenindustrie in der Mur-Mürz-Furche stark die wirtschaftliche Situation der Steiermark. Durch rigorose Umstrukturierungen, neue Produktentwicklungen und die Privatisierung der verstaatlichten Industrieunternehmungen ist es gelungen, viele dieser Betriebe zu reorganisieren und wieder erfolgreich zu machen. Leitbetrieb dieser Industrie ist die voestalpine. Allerdings führte diese Umstrukturierung zu einer starken Reduzierung der Anzahl der dortigen Arbeitsplätze und einem Rückgang der Einwohnerzahlen in der Obersteiermark.
Da inzwischen vor allem im Raum Graz, aber auch in anderen Teilen der Steiermark neue Industrien entstanden sind, ist die Beschäftigungslage in der Steiermark insgesamt weiterhin zufriedenstellend geblieben und führte zu einer deutlichen Zunahme der Einwohnerzahl in den südlichen Bezirken, vor allem in und um Graz. Typisch für diese neuen Betriebe sind die zum Autocluster Steiermark gehörenden Unternehmungen der Autozulieferindustrie. Es fällt auf, dass sich die Hauptsitze der größeren Unternehmungen immer seltener in der Steiermark befinden. Der Sitz der voestalpine ist in Linz, Magna Steyr hat den Verwaltungssitz in Niederösterreich. Viele der traditionsreichen steirischen Bierbrauereien gehören heute zum niederländischen Konzern Heineken. Der größte Verarbeiter steirischer Milch, die Berglandmilch, befindet sich in Oberösterreich.

### Landwirtschaft
Auch in der Landwirtschaft erfolgten massive Veränderungen. Durch die Technisierung wurden die Landarbeiter und die Zugtiere durch die Traktoren und viele andere Maschinen verdrängt. Waren früher auf einem Bauernhof etliche Mägde und Knechte tätig, so sind ab etwa 1970 diese Betriebe praktisch Familienbetriebe geworden. Die frei gewordenen Arbeitskräfte kamen in der wachsenden Industrie leicht unter. Die kleineren Bauernhöfe werden nur mehr als Nebenerwerbsbetriebe geführt oder es wurden die Gründe verpachtet und die Landwirtschaft überhaupt aufgegeben. Durch verbesserte Düngung, Schädlingsbekämpfung und die Einführung neuer ertragreicherer Sorten konnten die Erträge im Acker- und Obstbau gewaltig gesteigert werden. Auch in der Tierzucht kam es zu großen Änderungen. Eine Milchkuh des Jahres 2000 gibt ungefähr vier Mal mehr Milch als eine Kuh des Jahres 1950. Vielen steirischen Bauern ist es gelungen ihre Produkte zu Markenartikeln zu machen, wie zum Beispiel die steirischen Äpfel, das steirische Kernöl, die südsteirischen Weißweine, diverse steirische Käsesorten. Auch mit der Erzeugung von naturnahen Produkten und Bioprodukten sind die steirischen Bauern erfolgreich.

### Fremdenverkehr
Die Steiermark ist ein beliebtes Fremdenverkehrsland. Früher gab es hier viele Sommerfrischen, die vor allem von den Städtern gerne besucht und genutzt wurden. Die Steiermark konnte die Spitzenstellung im österreichischen Inländerfremdenverkehr erfolgreich verteidigen. Die Errichtung von Thermenanlagen im Steirischen Thermenland führte zu einer starken Belebung des Tourismus in der Oststeiermark. Die bekanntesten steirischen Skiregionen sind um Schladming, Murau und am Stuhleck im Semmeringgebiet.

### Verkehr
In der zweiten Hälfte des 20. Jahrhunderts wurde der Pkw zum dominierenden Verkehrsmittel. Die Süd Autobahn in der Steiermark wurde zwischen 1969 und 1985 errichtet und später ausgebaut. Die Pyhrn Autobahn wurde in der Steiermark bis in die 1990er Jahre gebaut.
In den 1970er Jahren war die unausgebaute Strecke durch das Enns-, Palten-, Liesing- und Murtal die kürzeste Straßenverbindung zu ihren Heimatländern. Auf dieser berüchtigten Gastarbeiterroute kam es zu häufigen Staus und vielen schweren Verkehrsunfällen. Einer der prominentesten war jener von ÖVP-Chef Karl Schleinzer. Seit Ausbruch des Krieges in Ex-Jugoslawien im Jahr 1991 findet der Transitverkehr zwischen Deutschland und Ex-Jugoslawien sowie der Türkei nicht mehr durch die Steiermark statt, sondern es wird von den Gastarbeitern eher die Transitroute über Wien, Ungarn und Rumänien bevorzugt.

### „Ostöffnung“
Im Laufe der Jahrzehnte wurden die Grenzen zu den nachbarlichen Ostblockländern langsam durchlässiger und die Handelsbeziehungen wurden intensiver. Damit holten auch die östlichen Bundesländer wirtschaftlich auf. Die Schengen-Außengrenze wurde am 21. Dezember 2007 von Österreich weg an die Peripherie der 27-Staaten-EU verlegt.

### Parteipolitik
In der steirischen Landesverfassung ist das Proporzsystem vorgeschrieben. Alle Parteien haben, sofern sie eine bestimmte Mandatszahl erreichen, einen Anspruch auf eine Beteiligung in der Landesregierung.
Die steirische Politik und hierbei insbesondere die Steirische Volkspartei schlug einen oftmals gegen die Bundesregierung in Wien gerichteten Kurs ein, was nicht selten zu Konflikten führte. Verfechter einer möglichst weitgehenden politischen Eigenständigkeit der Steiermark war hier besonders Landeshauptmann Josef Krainer senior, der selbst jedoch erheblichen Einfluss auf bundespolitische Entscheidungen nahm. Zwischen 1985 und 1989 löste die Entscheidung der Bundesregierung, Abfangjäger vom Typ Saab Draken in Graz und Zeltweg zu stationieren, erneut einen heftigen Konflikt mit der Steirischen Volkspartei unter Josef Krainer junior aus, der dieses Ansinnen mit großem Einsatz bekämpfte.
Von 1945 bis 2005 stellte die ÖVP den Landeshauptmann. Bei den Landtagswahlen 2005 erhielt die SPÖ die meisten Stimmen. Damit wurde mit Franz Voves erstmals ein Sozialdemokrat zum Landeshauptmann gewählt und Waltraud Klasnic (ÖVP), die bis dahin Landeshauptfrau war, zog sich aus der Politik zurück. Bei den Landtagswahlen 2010 konnte die SPÖ Platz eins knapp behaupten. Franz Voves und STVP-Chef Hermann Schützenhöfer gingen daraufhin die sog. Reformpartnerschaft ein, die vor allem eine Verwaltungs- und Strukturreform in der Steiermark zum Ziel hatte. Die von der Landesregierung beschlossenen Gemeinde- und Bezirkszusammenlegungen lösten heftigen Widerstand in den betroffenen Regionen und darüber hinaus aus.
Nach den Landtagswahlen im Mai 2015 wurde Hermann Schützenhöfer vom Landtag zum Landeshauptmann gewählt – dies obwohl die STVP erneut knapp hinter die SPÖ gefallen war. Franz Voves wiederum übergab den Parteivorsitz der steirischen Sozialdemokraten an Michael Schickhofer und schied aus der Politik aus.

### Kultur
Im Bereich der zeitgenössischen Kunst, war man in der Steiermark und hier vor allem in Graz ab 1955 besonders aktiv. Das Forum Stadtpark, der Steirische Herbst, das Filmfestival Diagonale, das seit 1998 in Graz abgehalten wird, sind einige Beispiele für diesen Bereich. Seit 1985 findet jährlich die Styriarte, ein Festival für alte und klassische Musik in Graz statt. Im Jahr 2003 war Graz Europäische Kulturhauptstadt.